# 컴퓨터 자판

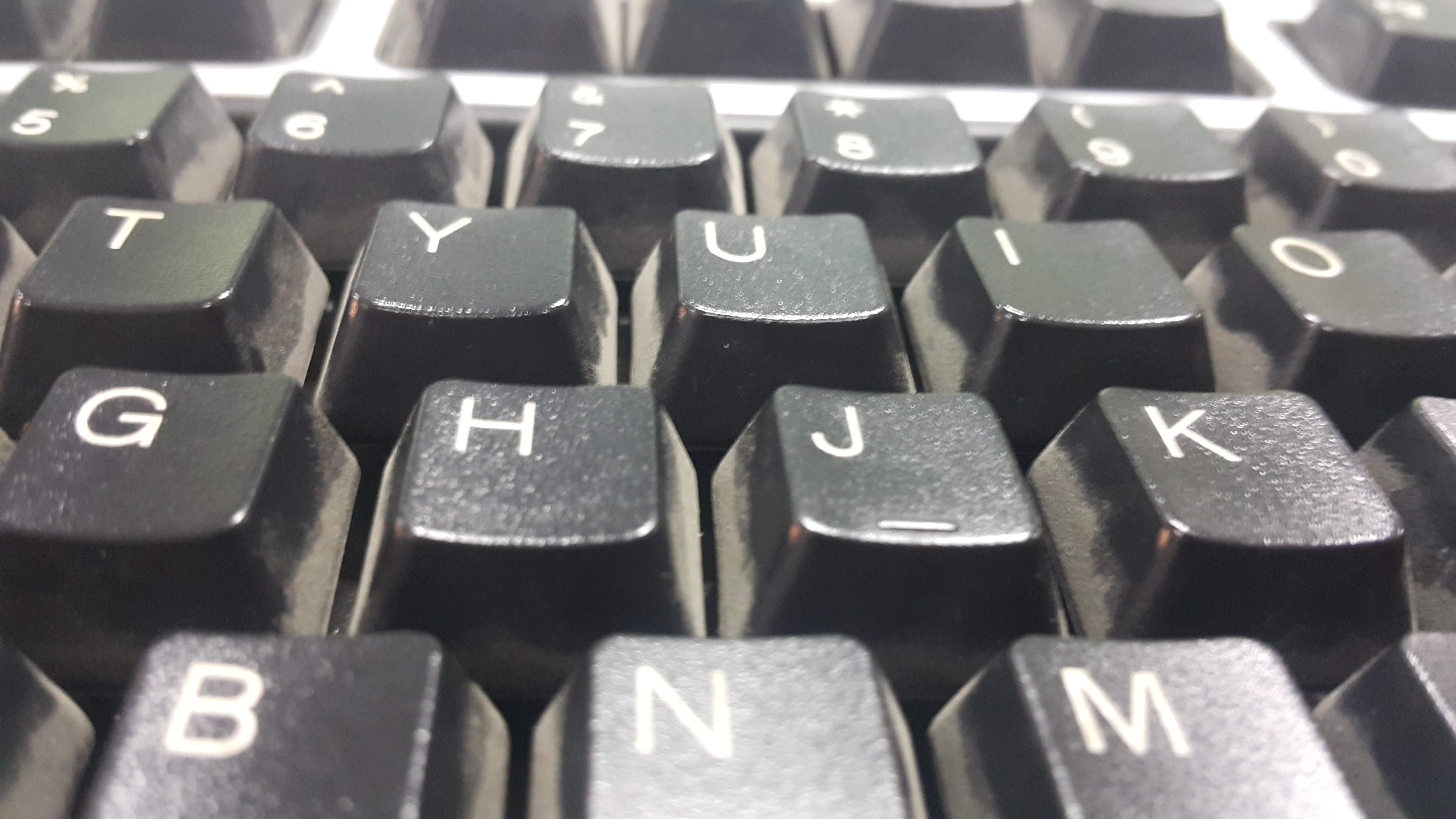
컴퓨터 자판

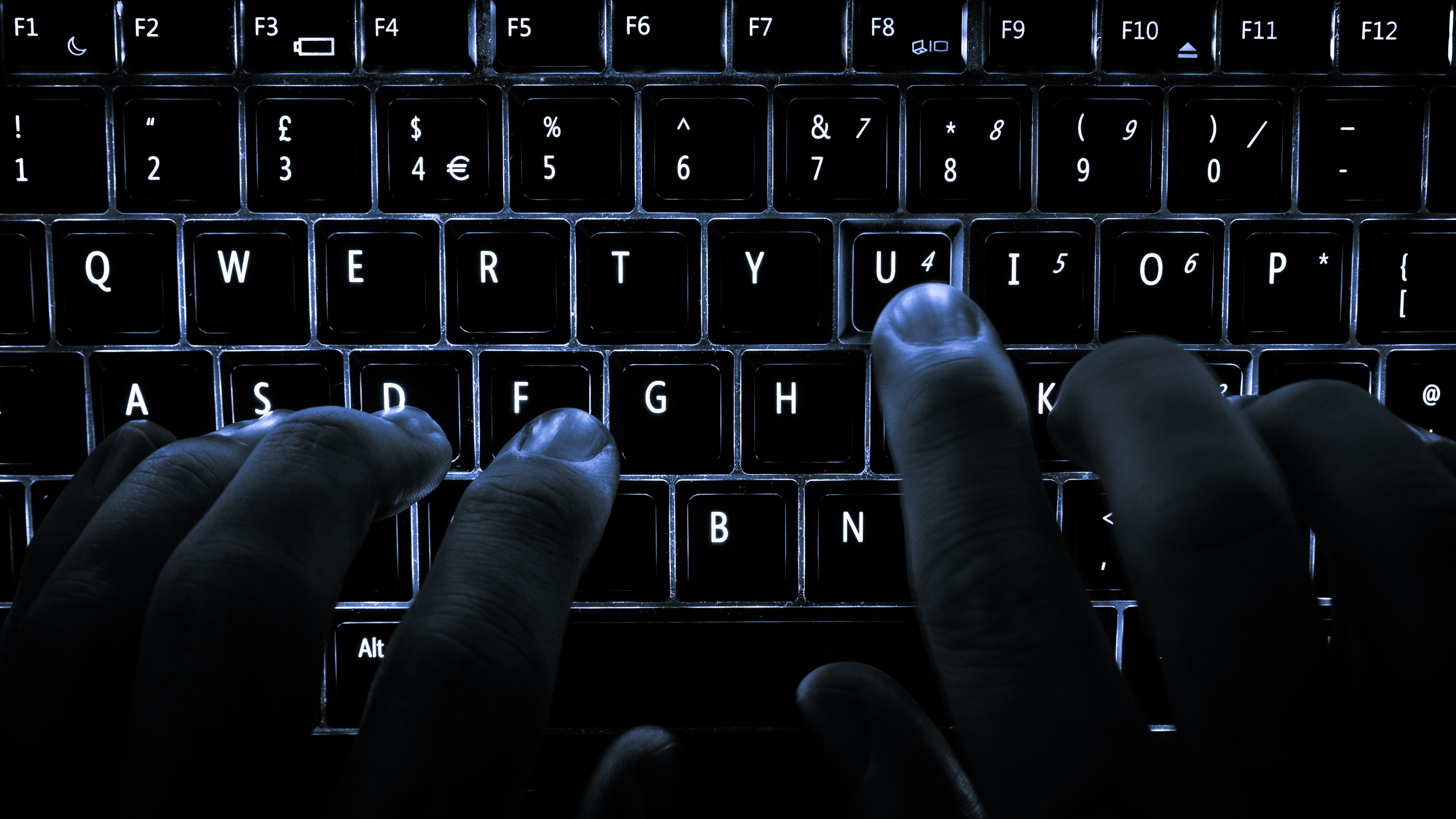
백라이트 키보드

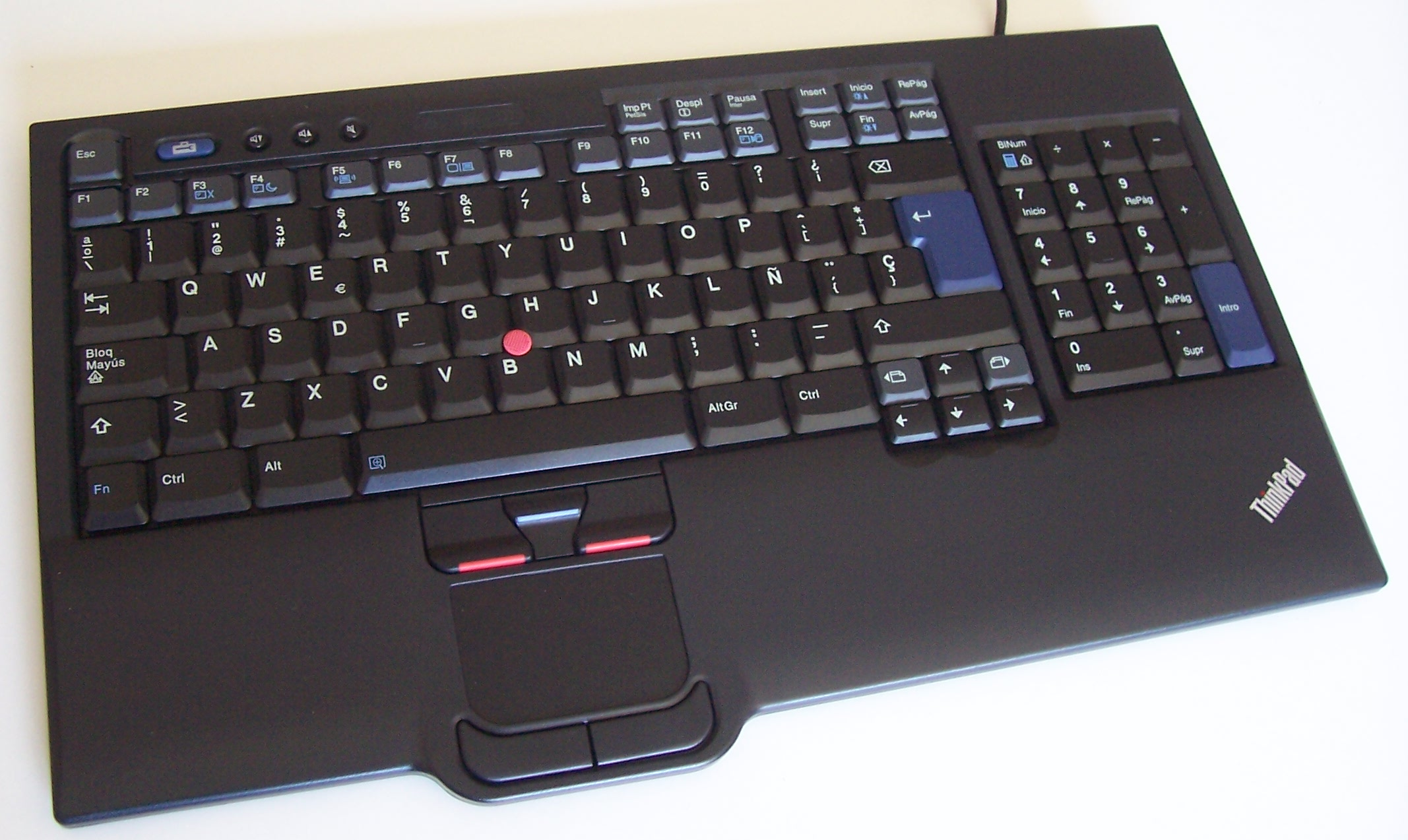
레노버 씽크패드의 콤팩트 USB 키보드

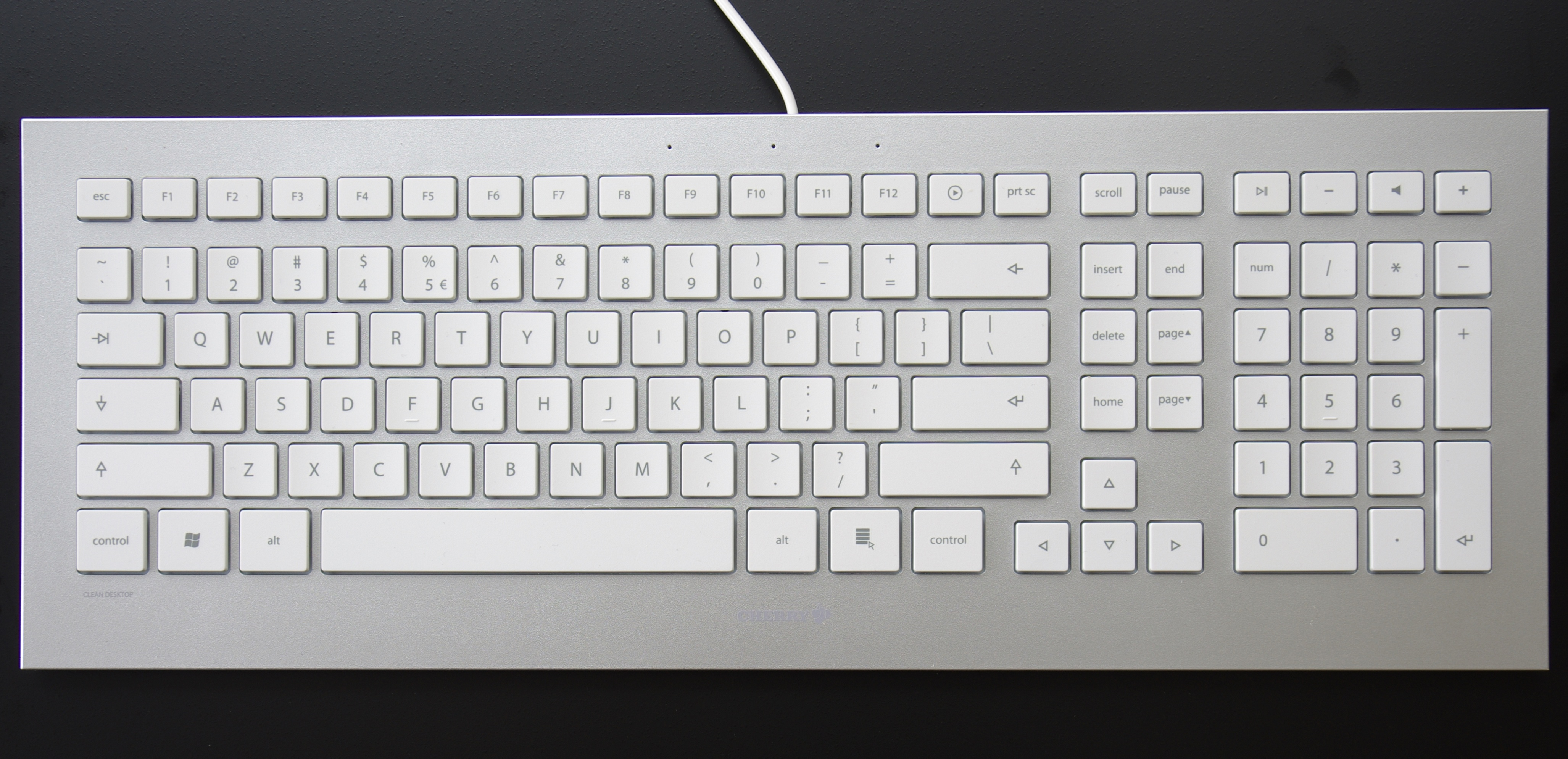
표준 화이트 유선 치클렛 키보드(평평한 자판)

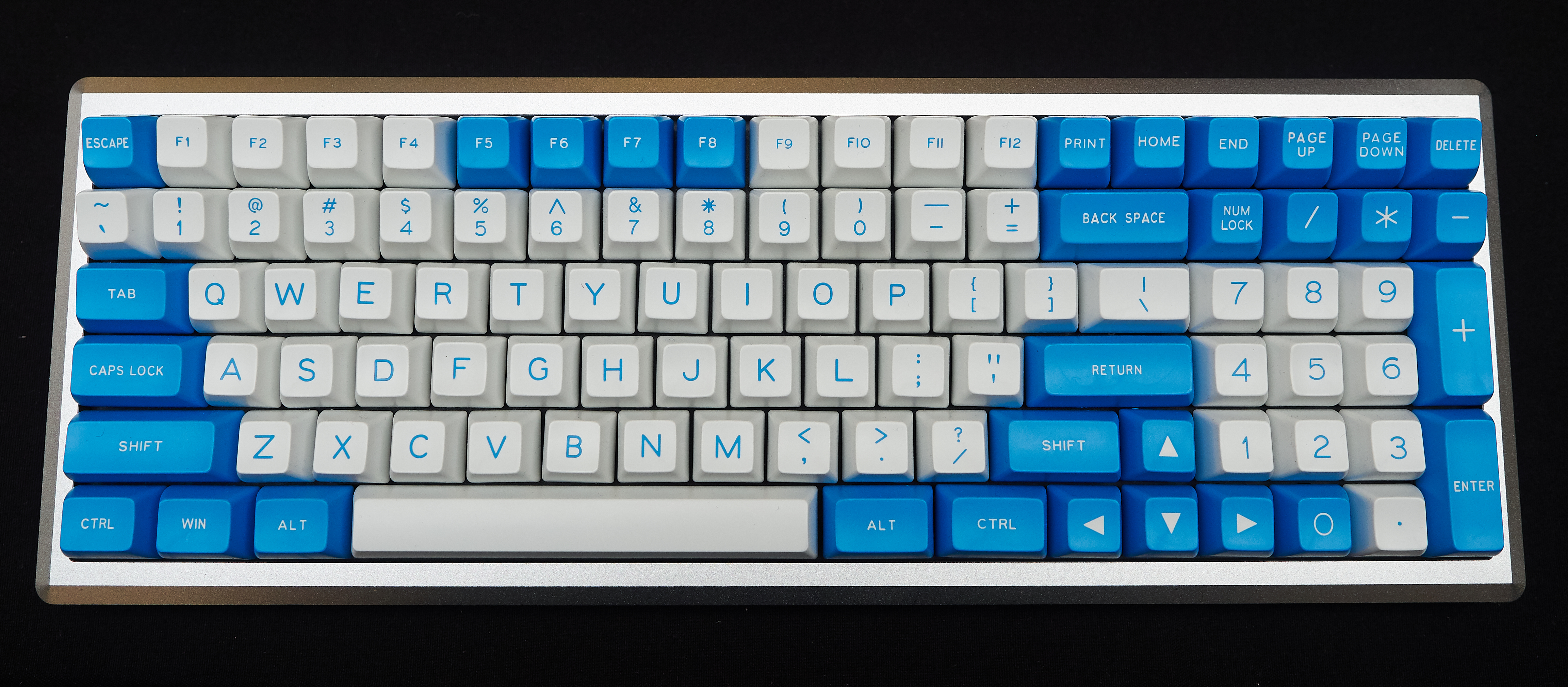
2가지 색의 전통적인 키보드

컴퓨터 자판(컴퓨터字板, 문화어: 콤퓨터건반) 또는 컴퓨터 키보드(영어: computer keyboard)는 컴퓨터의 대표적인 입력장치로서, 기계식 레버나 전자 스위치 역할을 하는 버튼이나 키 배열을 사용하는 타자기 스타일 장치이다. 초기의 천공 카드와 종이 테이프 기술을 대체하는 전신타자기 스타일의 키보드 인터페이스는 1970년대부터 컴퓨터의 주된 입력 방식이 되어왔으며 1980년대 이후로 컴퓨터 마우스가 보급되면서 부족한 기능을 보완하고 있다.
일반적인 자판은 글쇠(문화어: 건))라 불리는 단추를 자판 배열에 따라 늘어놓은 형태를 띤다. 키보드의 키(버튼 또는 단추) 위로는 일반적으로 글씨가 각색 또는 인쇄되어 있으며, 눌리는 각각의 키는 해당 키에 기록된 기호에 상응한다. 이에 따라 글쇠를 눌러 문자를 컴퓨터에 입력할 수 있다. 그러나 일부 기호들을 생성하려면 여러 키를 동시에 누르거나, 아니면 연이어서 입력해야 한다. Ctrl 키와 같은 특수 글쇠와 다른 글쇠를 조합하여 컴퓨터의 특정 기능을 실행할 수도 있다. 대부분의 키들이 문자, 숫자, 기호를 생성하지만 다른 키나 동시 키 입력은 시스템 명령을 실행하기 위해 사용할 수 있는데, 이를테면 마이크로소프트 윈도우의 Control-Alt-Delete 조합을 들 수 있다.. 현대의 컴퓨터에서 키 눌림의 해석은 일반적으로 소프트웨어에 맡긴다. 컴퓨터에 보내는 정보인 스캔 코드는 어느 키나 키들이 눌렸거나(pressed) 눌림에서 벗어났는지(released)를 알려줄 뿐이다.
일반적인 용도에서 자판은 문자, 숫자, 기호를 워드 프로세서, 웹 브라우저, 소셜 미디어 앱 등의 응용 소프트웨어에 타이핑하기 위한 텍스트 엔트리 인터페이스로 사용된다.

## 역사
타자기가 모든 키 기반 텍스트 엔트리 장치의 조상이지만 전자기계식 데이터 입력 및 통신을 위한 장치로서의 컴퓨터 자판은 2개의 장치의 이용에서 비롯되었다: 전신타자기, 천공기. 현대의 컴퓨터 자판들은 이것들의 레이아웃에서 비롯되었다고 할 수 있다.
1970년대 초, 티커 테이프에 동시에 복사, 표시할 목적으로 주식 티커 머신으로 향하는 전신선을 통해 자판으로부터 주식 시장 텍스트 데이터를 동시에 타이핑하고 전송하기 위해 전신타자기와 비슷한 장치들이 사용되었다. 더 현대적인 형태의 전신타자기는 1907년부터 1910년까지 미국의 기계 공학자 찰스 크럼과 그의 아들 하워드에 의해 개발되었으며 개발 초기에는 전기 공학자 프랭크 펀(Frank Pearne)이 기여하였다. 초기 모델들은 로열 얼 하우스와 프레더릭 G. 크리드와 같은 개인에 의해 따로 개발되었다.
초기에 허먼 홀러리스는 최초의 키천공기들을 개발했으며 머지않아 1930년대의 일반 타자기와 흡사한 텍스트와 번호 입력을 위한 키가 포함되도록 발전하였다.
전신타자기의 자판은 20세기 대부분 기간 동안 점대점(point-to-point), 점대다점(point-to-multipoint) 통신에 중요한 역할을 한 반면, 키천공 장치의 자판은 오랜 기간 데이터 입력과 저장에 중요한 역할을 하였다. 최초의 컴퓨터 개발은 전기 타자기 자판을 통합하였다: 에니악 컴퓨터의 개발은 입력 및 종이 기반 출력 장치로서 키천공 장치를 통합하였으며 BINAC 컴퓨터 또한 (종이 대신) 전기 테이프로의 데이터 입력과 데이터 출력을 위한 전기기계적으로 통제되는 타자기를 사용하였다.
자판은 마우스가 1984년 소비자 장치로 도입되는 개인 컴퓨팅 시대로 오면서까지도 주된, 연동성이 가장 높은 컴퓨터 주변기기로 남아있다. 이 시기에 그래픽스가 거의 없던 텍스트 전용 사용자 인터페이스는 화면 상에 비교적 그래픽스가 풍부한 아이콘에 대한 방향을 제공하였다. 그러나 자판은 오늘날까지 인간-컴퓨터 상호작용에 핵심 역할을 하고 있으며 심지어는 스마트폰, 태블릿과 같은 개인 모바일 컴퓨팅 장치들도 선택적 가상 터치스크린 기반 데이터 입력 수단으로서 키보드를 사용할 수 있다.
윈도우 운영 체제 이전에는 101개의 키가 달린 키보드가 표준이었지만 윈도우를 사용하면서 106개의 키가 달린 키보드를 많이 사용하고 있다. 키는 숫자/문자 키와 특수 키로 구분된다.

## 종류 및 표준

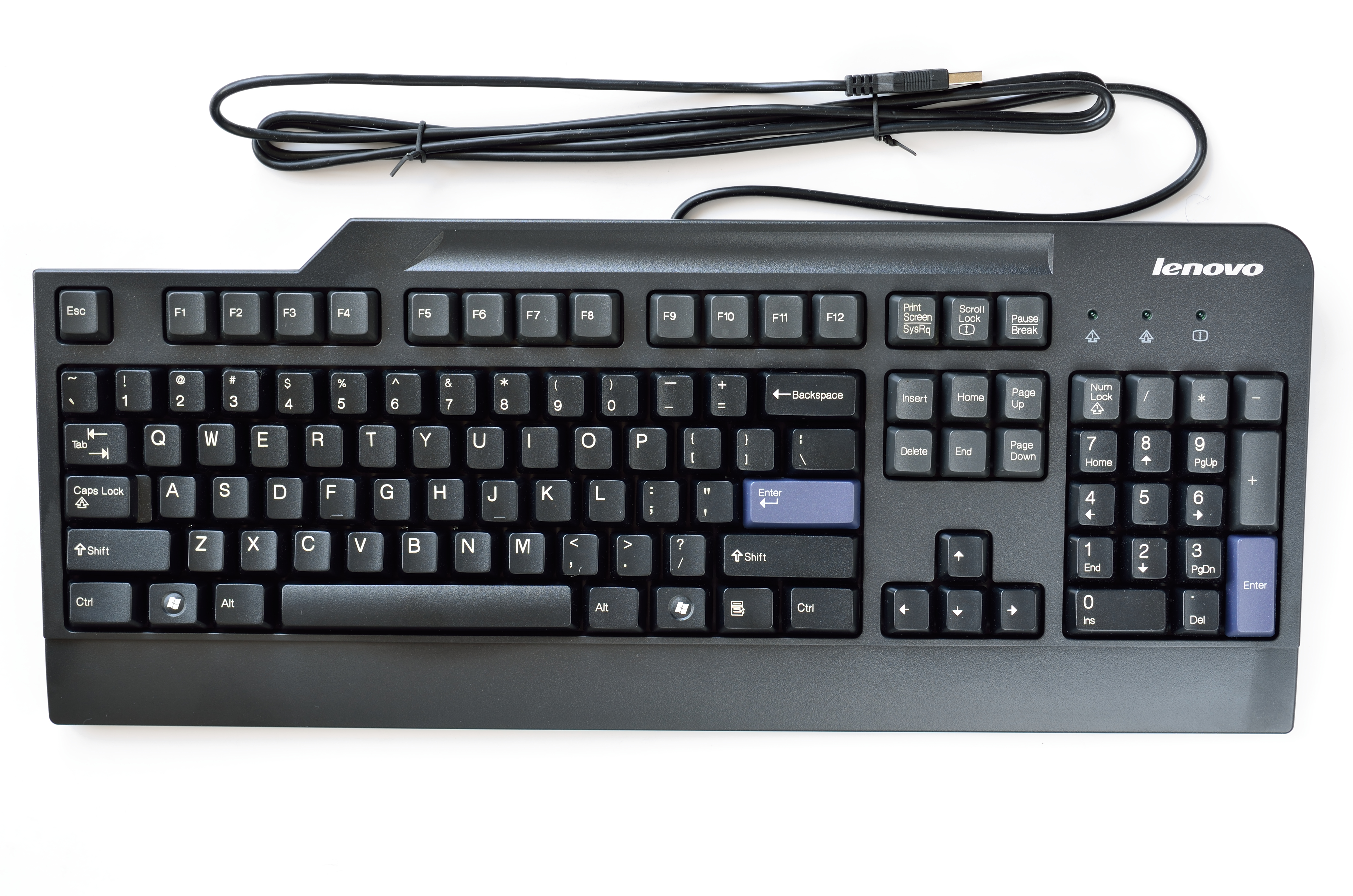
레노버에서 제조한 데스크톱용 유선 컴퓨터 자판

다양한 종류의 자판을 사용할 수 있으며, 각각은 특정 요구 사항에 적합한 특정 기능에 중점을 두고 설계되었다. 오늘날 대부분의 풀 사이즈 자판은 세 가지 기계식 레이아웃 중 하나를 사용하며, 일반적으로 단순히 ISO(ISO/IEC 9995-2), ANSI(ANSI-INCITS 154-1988) 및 JIS(JIS X 6002-1980)라고 불린다. 이는 각각 전 세계, 미국 및 일본 표준을 발행하는 조직을 대략적으로 지칭한다. (실제로 "ISO" 및 "ANSI"와 같이 지칭되는 기계식 레이아웃은 명명된 표준의 주요 권장 사항을 준수하는 반면, 각 표준은 실제로 다른 방식도 허용한다.) ANSI 표준 영숫자 자판은 0.75 인치 (19 mm) 중앙에 키가 있고, 최소 0.15 인치 (3.8 mm)의 키 트래블을 가진다.

일반적인 자판 폼 팩터 간의 크기 비교
컴팩트+
+ +

현대 자판 모델은 주어진 표준에 따라 총 키 수를 포함하며, 101, 104, 105 등으로 설명되며 "풀사이즈" 자판으로 판매된다. 미국 규약에 맞는 현대 자판은 일반적으로 104개의 키를 가지는 반면, 105개 키 레이아웃은 전 세계적으로 표준이다. 이 숫자가 항상 지켜지는 것은 아니며, 간결성 또는 사용자 선호도 때문에 개별 키 또는 전체 섹션이 흔히 생략된다. 가장 일반적인 선택은 영숫자 섹션으로 보통 완전히 대체될 수 있는 숫자 키패드를 포함하지 않는 것이다. 이러한 디자인은 "텐키리스"(또는 TKL)라고 불린다. 노트북과 무선 주변기기는 종종 중복 키와 거의 사용되지 않는 키가 없다. 기능 키와 방향키 (컴퓨터 자판)는 거의 항상 존재한다.
자판의 크기를 결정하는 또 다른 요소는 키의 크기와 간격이다. 감소는 손가락으로 쉽게 누를 수 있을 만큼 키가 충분히 커야 한다는 실질적인 고려 사항에 의해 제한된다. 또는 작은 키를 누르기 위해 도구를 사용한다.

### 데스크톱 또는 풀사이즈
데스크톱 컴퓨터 자판은 자모와 숫자, 문자 기호 및 구두점, 하나 이상의 통화 기호 및 기타 특수 문자, 발음 구별 기호와 다양한 기능 키를 포함한다. 자판의 키에 새겨진 자체의 레퍼토리(총칭)는 국가 관습 및 언어 요구 사항에 따라 달라진다. 컴퓨터 자판은 전기 타자기 자판과 유사하지만 커맨드 키 또는 윈도우 키와 같은 추가 키를 포함한다.

### 노트북 크기

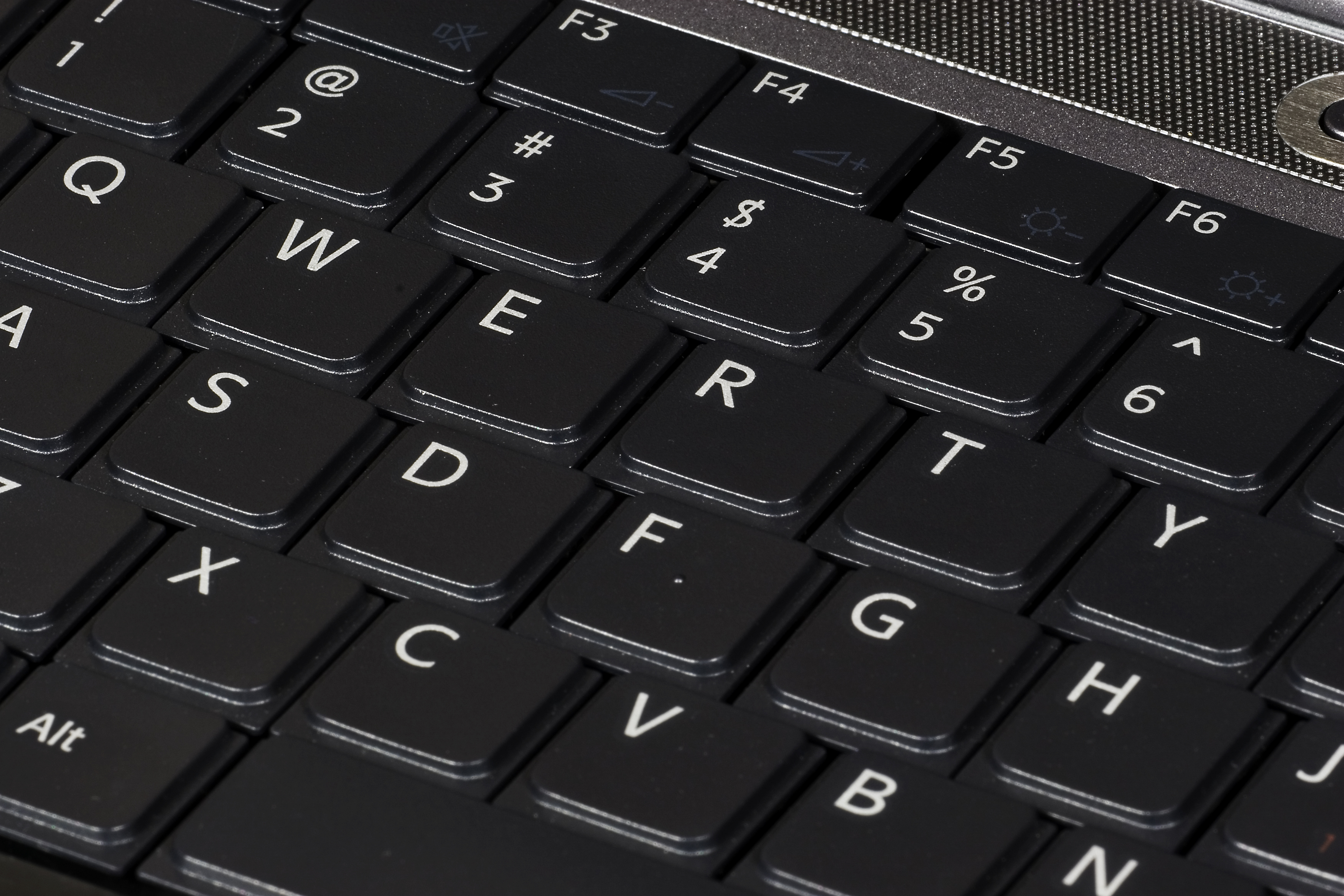
노트북의 자판은 일반적으로 키스트로크의 이동 거리가 짧고 키의 수가 적다.

노트북 및 노트북 컴퓨터의 자판은 일반적으로 키스트로크의 이동 거리가 짧고, 오버 트래블(over travel) 거리가 짧으며, 키의 수가 적다. 숫자 키패드가 없을 수 있으며, 기능 키는 표준 풀사이즈 자판의 배치와 다른 위치에 있을 수 있다. 노트북 자판의 스위치 메커니즘은 고무 돔보다 가위 스위치일 가능성이 높다. 이는 풀사이즈 자판의 경향과 반대이다.

### 유연한 자판
유연한 자판은 일반형과 노트북형 자판의 교차점이다. 전체 키 배열이 일반형과 같고, 키 거리가 짧다는 점은 노트북형과 같다. 또한, 유연성 덕분에 사용자는 보관 및 운반을 위해 자판을 접거나 말 수 있다. 그러나 타자 (글자)를 위해서는 자판이 단단한 표면에 놓여야 한다. 시중에 나와 있는 유연한 자판의 대부분은 실리콘으로 만들어진다. 이 재료는 자판을 방수 및 방진 처리한다. 이는 자판을 자주 세척해야 하는 병원 및 기타 더럽거나 반드시 깨끗해야 하는 환경에서 유용하다.

### 휴대용

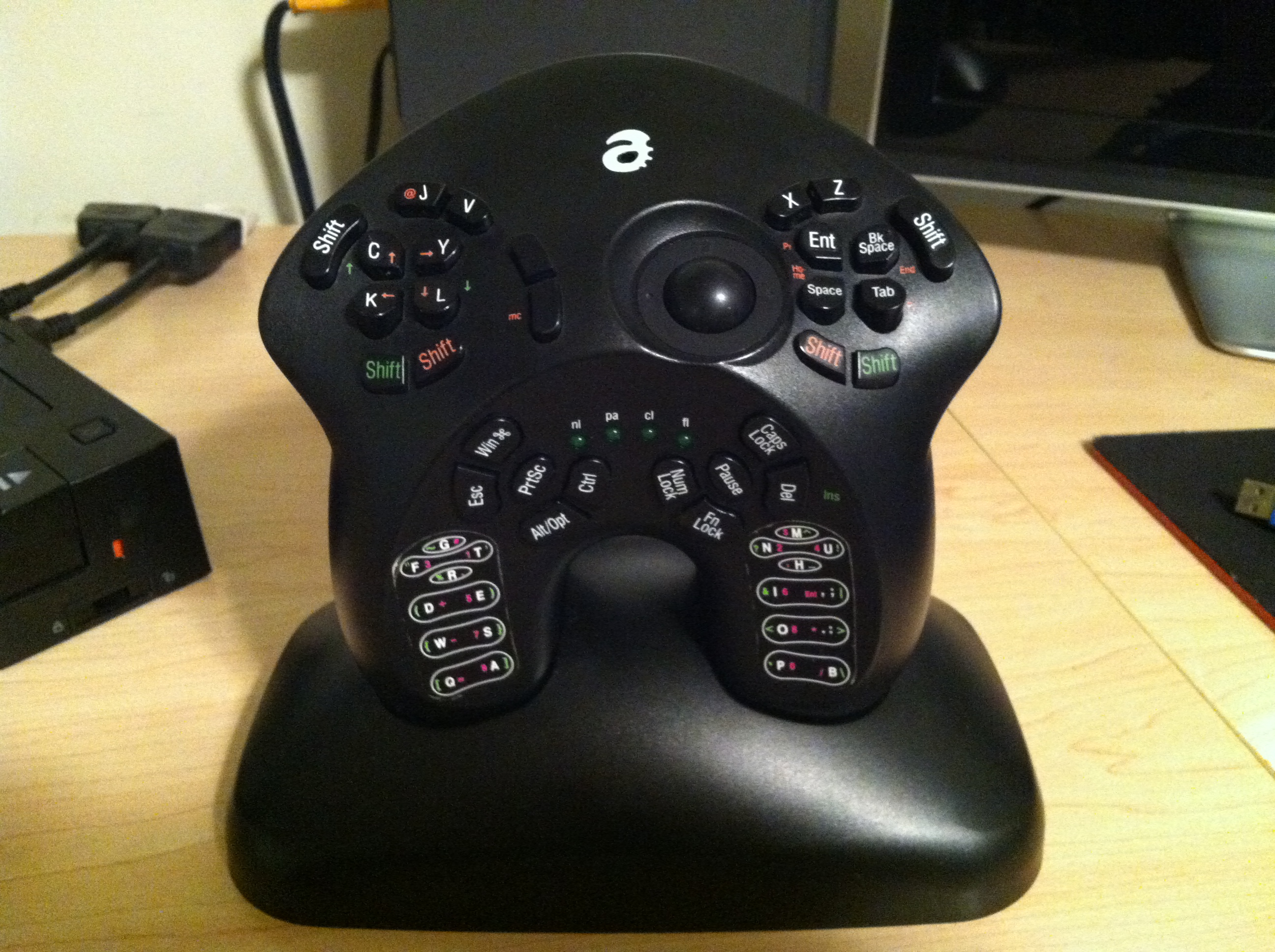
알파그립 휴대용 자판

휴대용 인체공학 키보드는 게임 컨트롤러처럼 잡을 수 있도록 설계되었으며, 테이블 표면에 평평하게 놓지 않고도 사용할 수 있다.
일반적으로 휴대용 자판은 표준 자판이 가지고 있는 모든 영숫자 키와 기호를 포함하지만, 한 번에 두 세트의 키를 눌러야만 접근할 수 있다. 하나는 표준 자판에서 대문자를 사용할 수 있게 하는 'Shift' 키와 유사한 기능 키 역할을 한다. 휴대용 자판은 사용자가 방을 돌아다니거나 의자에 등을 기대면서도 컴퓨터 앞에서 또는 멀리 떨어져서 타자 (글자)를 할 수 있게 한다. 일부 휴대용 인체공학 키보드 변형에는 트랙볼 마우스도 포함되어 있어 하나의 휴대용 장치로 마우스 움직임과 타자 (글자)가 가능하다.

### 엄지손가락 크기
개인 정보 단말기 및 스마트폰과 같이 내장 자판이 없는 장치를 위해 더 작은 외장 자판이 도입되었다. 작은 자판은 작업 공간이 제한적일 때도 유용하다.
썸 보드(thumb board)는 팜 트레오 및 블랙베리 (스마트폰)와 같은 일부 개인 정보 단말기와 OQO와 같은 일부 초소형 컴퓨터에 사용된다.
숫자 자판은 숫자, 덧셈, 뺄셈, 곱셈, 나눗셈을 위한 수학 기호, 소수점, 그리고 몇 개의 기능 키만 포함한다. 이들은 종종 숫자 키패드가 없는 작은 자판, 일반적으로 노트북 컴퓨터의 데이터 입력을 용이하게 하는 데 사용된다. 이 키들은 총체적으로 숫자 패드, 숫자 키 또는 숫자 키패드로 알려져 있으며, 다음 유형의 키로 구성될 수 있다: 산술 연산자, 숫자, 방향키 (컴퓨터 자판), 탐색 키, Num Lock 및 엔터 키.

### 다기능

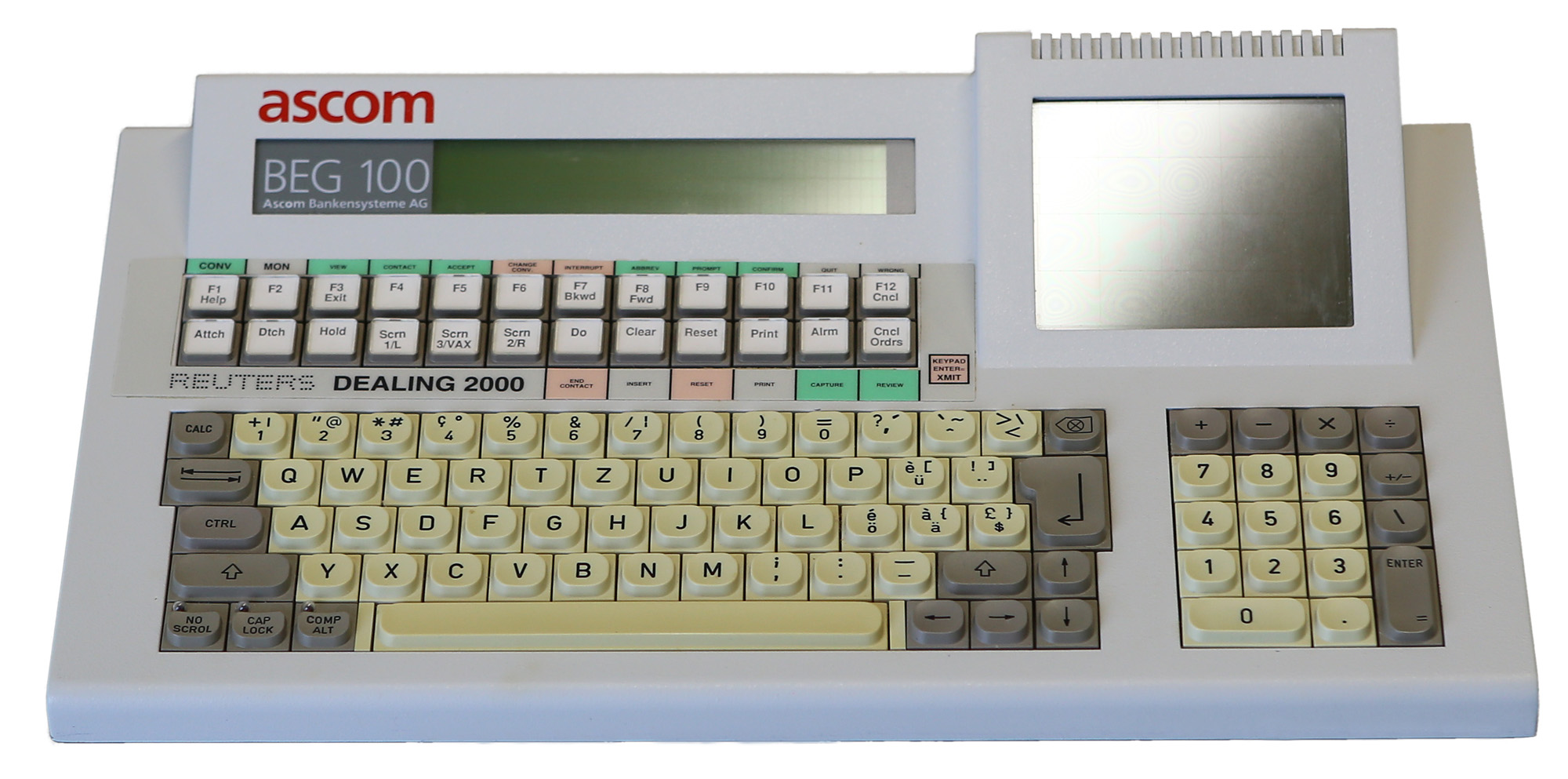
LCD 기능 키가 있는 다기능 자판

다기능 자판은 표준 자판 이상의 추가 기능을 제공한다. 많은 자판은 프로그래밍 및 구성 가능한 컴퓨터 자판이며, 일부는 여러 PC, 워크스테이션 및 기타 정보 소스를 제어하며, 일반적으로 다중 화면 작업 환경에서 사용된다. 사용자는 표준 기능 외에 추가 키 기능을 가지며, 일반적으로 하나의 자판과 마우스를 사용하여 여러 소스에 접근할 수 있다.

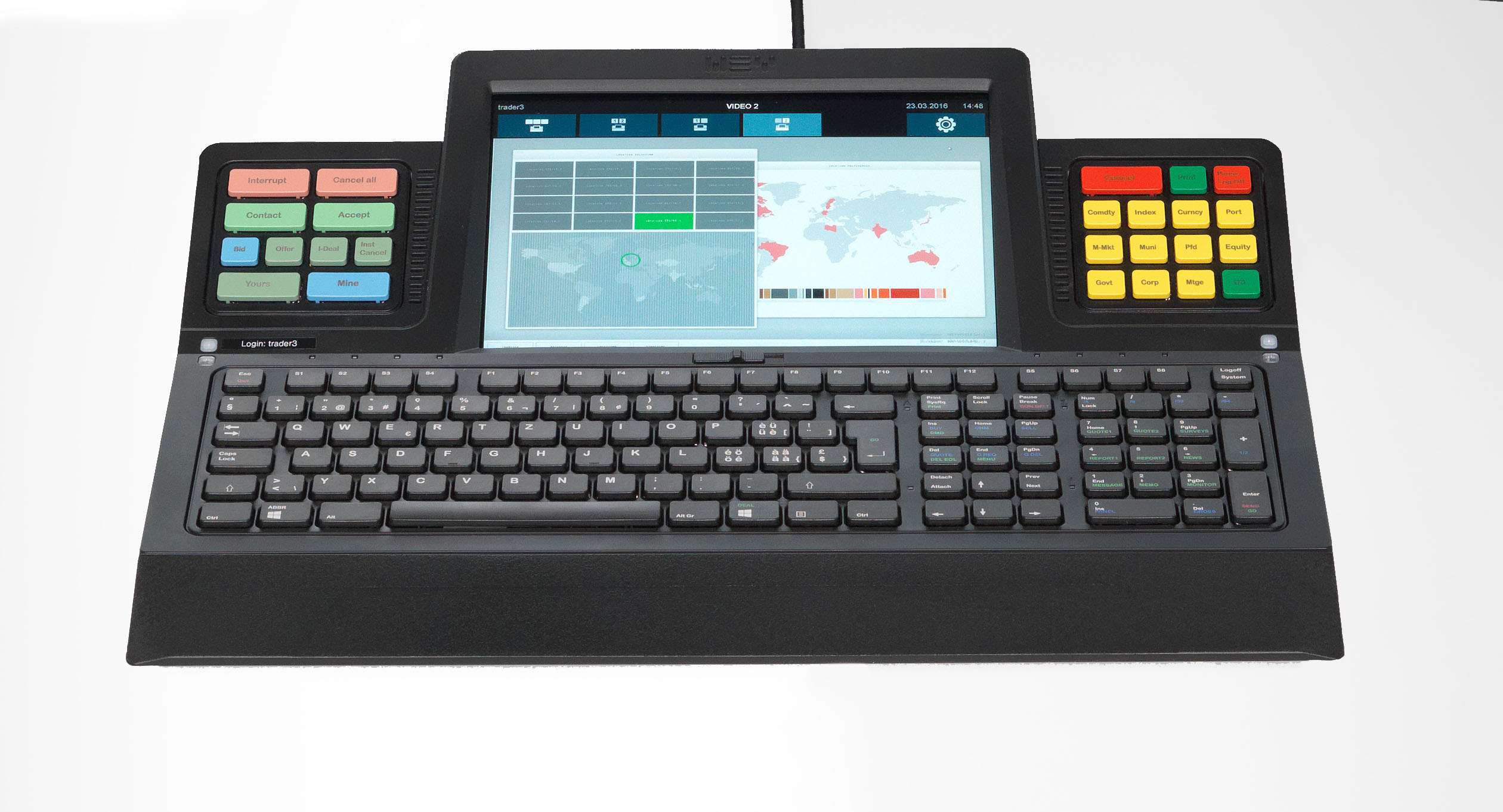
터치 기능이 있는 다기능 자판

다기능 자판은 맞춤형 키패드, 매크로/프리셋을 위한 완전 프로그래밍 가능한 기능 키 또는 소프트 키, 생체 인식 또는 스마트카드 리더, 트랙볼 등을 특징으로 할 수 있다. 차세대 다기능 자판은 비디오 스트리밍, 시청각 미디어 및 알람 제어, 애플리케이션 입력 실행, 개별 데스크톱 환경 구성 등을 위한 터치스크린 디스플레이를 특징으로 한다. 다기능 자판은 또한 사용자가 PC 및 기타 정보 소스에 대한 접근을 공유하도록 허용할 수 있다. 여러 인터페이스(직렬, USB, 오디오, 이더넷 등)는 외부 장치를 통합하는 데 사용된다. 일부 다기능 자판은 또한 비디오 월을 직접적이고 직관적으로 제어하는 데 사용된다.
다기능 자판의 일반적인 환경은 금융 트레이더 및 제어실 운영자(응급 서비스, 보안, 항공 교통 관리; 산업, 유틸리티 관리 등)를 위한 복잡하고 고성능 작업 공간이다.

## 비표준 레이아웃 및 특수 용도 유형

### 한손 자판
많은 자판이 한손 조작을 위해 설계되었다.
첫 번째 코드화 자판은 더글러스 엥겔바트가 발명했다.
다른 유형의 한손 자판에는 FrogPad, Half-keyboard 및 한손 드보락 자판이 포함되어 있으며, 이는 한손 타이핑을 위해 설계되었다.

#### 코드화
다른 자판이 일반적으로 각 키에 하나의 동작을 연결하는 반면, 코드화 자판은 키 누름 조합에 동작을 연결한다. 사용 가능한 조합이 많기 때문에 코드화 자판은 더 적은 키로 더 많은 동작을 효과적으로 생성할 수 있다. 법정 속기사의 속기 자판 기계는 코드화 자판을 사용하여 한 번에 한 글자씩 입력하는 대신 각 스트로크로 음절을 입력함으로써 텍스트를 훨씬 빠르게 입력할 수 있도록 한다. 가장 빠른 타자수 (2007년 기준)는 대부분의 법정 속기사 및 자막 속기사가 사용하는 일종의 코드화 자판인 속기 기계를 사용한다. 일부 코드화 자판은 한손으로 사용할 수 있는 장치나 더 큰 자판을 놓을 공간이 없는 소형 모바일 장치와 같이 키 수가 적은 것이 바람직한 상황에서도 사용된다. 코드화 자판은 숙달하는 데 일반적으로 연습과 조합 암기가 필요하기 때문에 많은 경우에 덜 바람직하다.

### 가상
가상 키보드는 때때로 화면 키보드(드물게 소프트웨어 키보드)라고 불리며, 화면에 자판 이미지를 표시하는 컴퓨터 프로그램으로 구성된다. 마우스 또는 터치스크린과 같은 다른 입력 장치를 사용하여 각 가상 키를 조작하여 텍스트를 입력할 수 있다. 가상 키보드는 다른 유형의 하드웨어 키보드의 추가 비용 및 공간 요구 사항 때문에 터치스크린이 활성화된 휴대폰에서 매우 인기가 많아졌다. 마이크로소프트 윈도우, 맥 OS X, 그리고 일부 리눅스 버전은 마우스로 제어할 수 있는 화면 키보드를 포함한다. 이러한 키보드에서는 마우스를 소프트웨어에서 제공하는 화면 문자 위로 움직여야 한다. 문자를 클릭하면 소프트웨어는 해당 문자를 해당 위치에 쓴다.

### 투사식
투사식 키보드는 일반적으로 레이저를 사용하여 평평한 표면에 키 이미지를 투사한다. 그런 다음 장치는 카메라 또는 적외선 센서를 사용하여 사용자 손가락의 움직임을 "관찰"하고, 사용자 손가락이 투사된 이미지를 터치하는 것을 "볼" 때 키가 눌린 것으로 간주한다. 투사식 키보드는 매우 작은 프로젝터에서 풀 사이즈 키보드를 시뮬레이션할 수 있다. "키"는 단순히 투사된 이미지이므로, 눌렀을 때 느껴지지 않는다. 투사식 키보드 사용자는 타자할 때 "움직임"이 부족하여 손가락 끝에 불편함이 증가하는 경우가 많다. 키가 투사되려면 평평하고 반사되지 않는 표면도 필요하다. 대부분의 투사식 키보드는 작은 폼 팩터 때문에 개인 정보 단말기 및 스마트폰과 함께 사용하도록 만들어졌다.

### 광학 자판 기술
광학식 자판, 광 반응성 자판, 광전 자판 및 광학 키 작동 감지 기술로도 알려져 있다.
광학 자판 기술는 LED와 광전 센서를 사용하여 작동된 키를 광학적으로 감지한다. 가장 일반적으로 이미터와 센서는 작은 PCB에 장착된 주변부에 위치한다. 빛은 자판 내부의 좌우로 향하며, 작동된 키에 의해서만 차단될 수 있다. 대부분의 광학 자판은 작동된 키를 결정하기 위해 최소 2개의 빔(가장 일반적으로 수직 빔과 수평 빔)을 필요로 한다. 일부 광학 자판은 특정 패턴으로 빛을 차단하는 특수 키 구조를 사용하여 키 행당 하나의 빔(가장 일반적으로 수평 빔)만 허용한다.

## 키 종류

### 영숫자

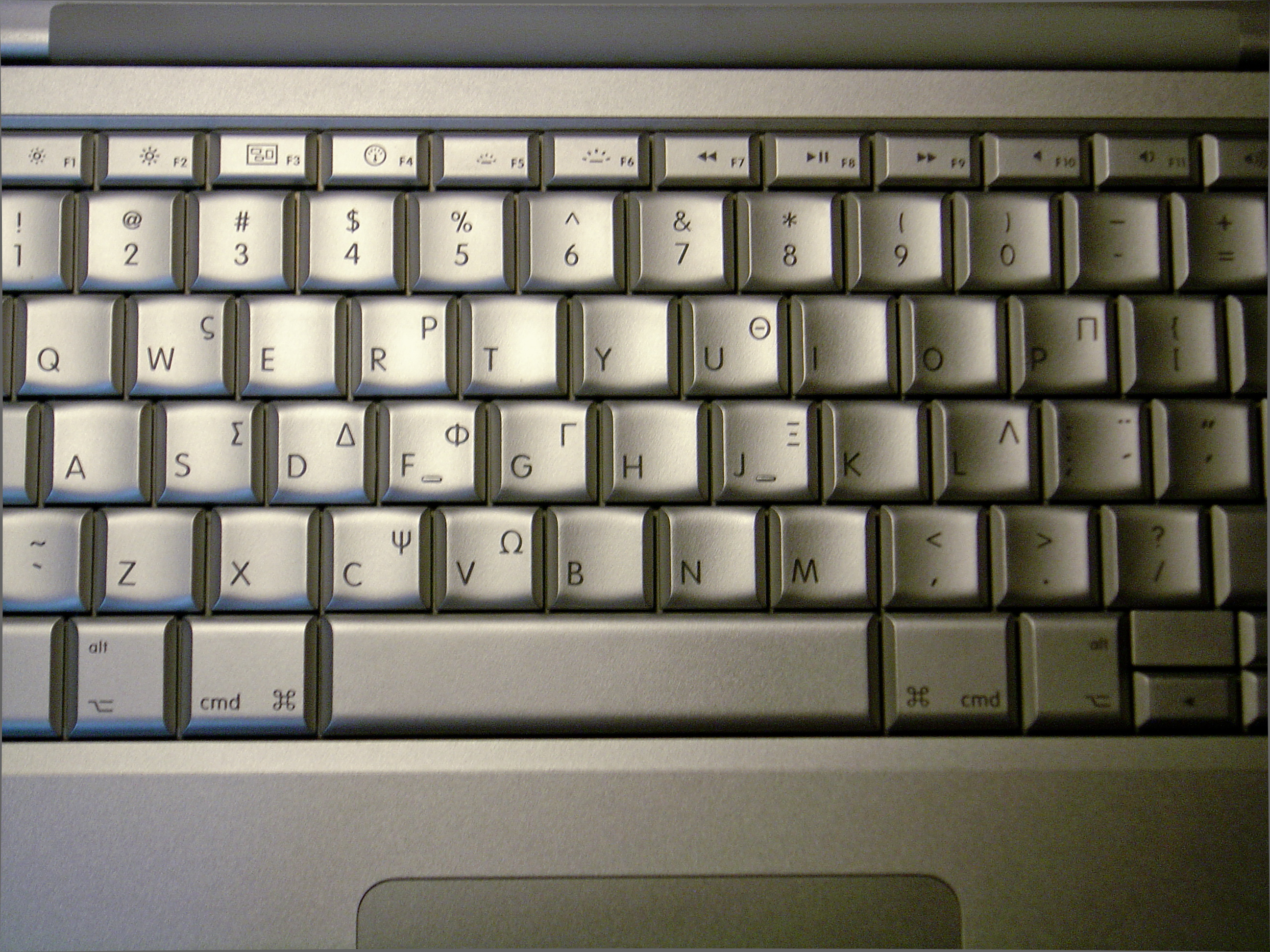
그리스어와 라틴 음소문자를 모두 입력할 수 있는 그리스어 자판(맥북 프로).

알파벳, 숫자 및 구두점 키는 타자기 자판과 동일한 방식으로 워드 프로세싱 프로그램, 텍스트 편집기, 데이터 스프레드시트 또는 기타 프로그램에 해당 기호를 입력하는 데 사용된다. 이러한 키 중 다수는 수식키 또는 Shift 키가 눌릴 때 다른 기호를 생성한다. Shift 키 또는 Caps Lock 키가 눌리면 알파벳 문자는 대문자가 된다. Shift 키가 눌리면 숫자 문자는 기호 또는 구두점으로 변한다. 알파벳, 숫자 및 구두점 키는 일부 수식키와 동시에 눌릴 때 다른 기능을 가질 수도 있다.
스페이스 바는 가장 아래쪽 행에 있는 수평 막대로, 다른 키보다 훨씬 넓다. 영숫자 문자와 마찬가지로 기계식 타자기에서 유래했다. 주요 목적은 타자 (글자) 중에 단어 사이에 공백을 입력하는 것이다. 양손 엄지손가락으로 쉽게 사용할 수 있을 만큼 충분히 크다. 운영체제에 따라 스페이스 바가 Control 키와 같은 수식키와 함께 사용될 경우 현재 창의 크기를 조정하거나 닫는 기능, 반칸 띄기 또는 백스페이스 기능 등을 가질 수 있다. 컴퓨터 게임 및 기타 애플리케이션에서 이 키는 타자 (글자)의 일반적인 목적 외에도 점프 및 확인란에 표시 추가와 같이 수많은 용도로 사용된다. 디지털 비디오 재생을 위한 특정 프로그램에서 스페이스 바는 재생을 일시 중지하고 다시 시작하는 데 사용된다.

### 수식키

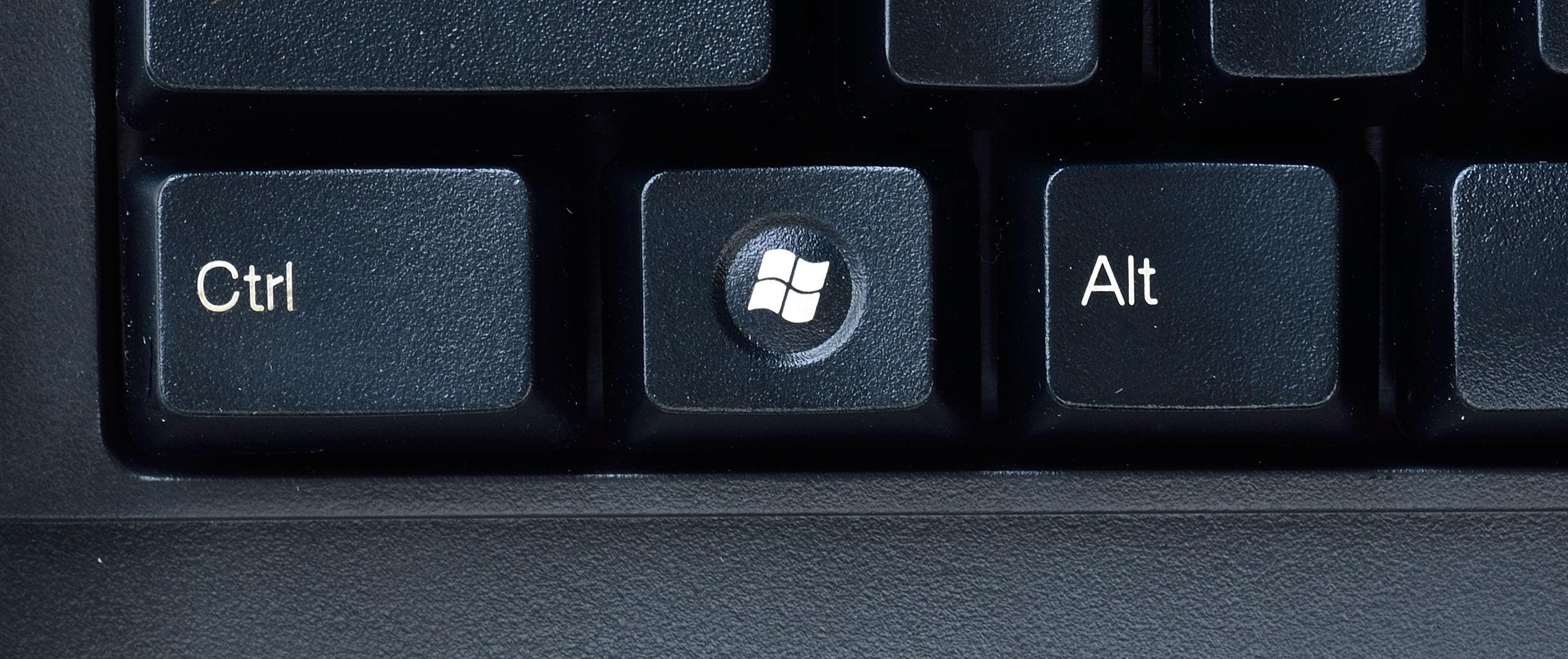
Control 키, 윈도우 키, Alt 키는 중요한 수식키이다.

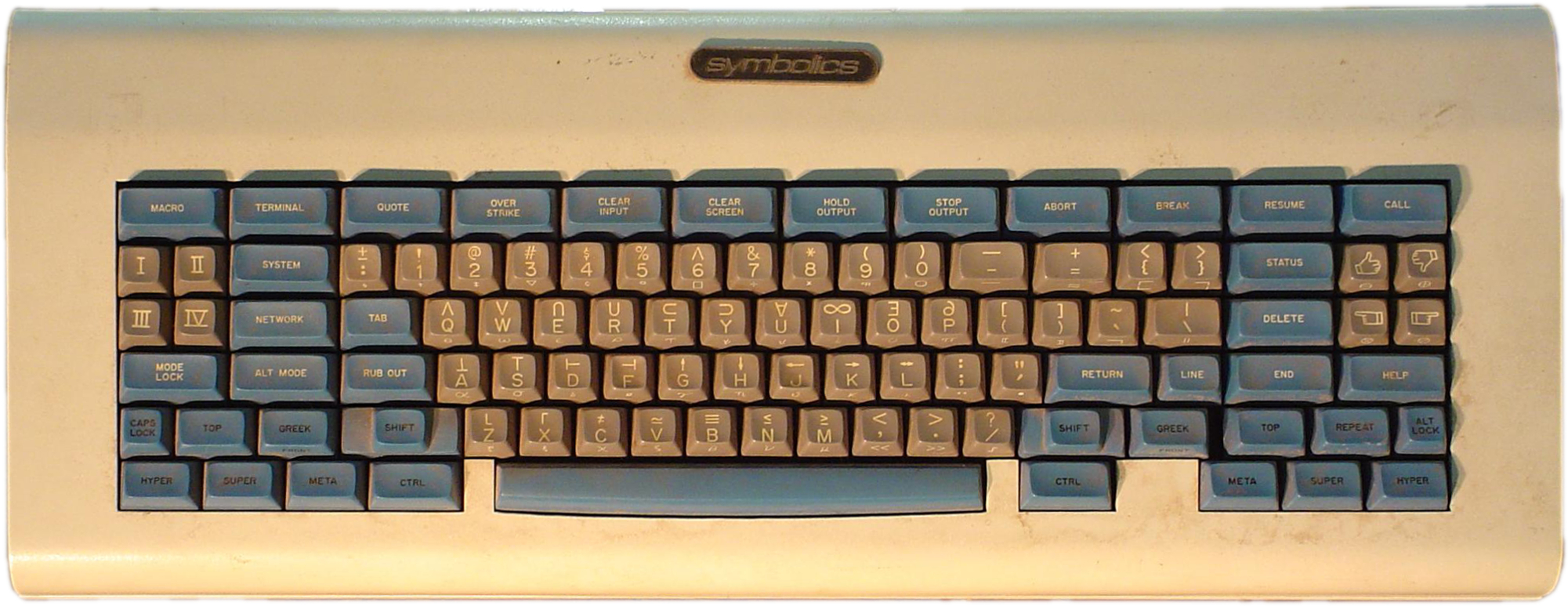
스페이스-카데트 키보드에는 많은 수식키가 있다.

수식키는 다른 키와 함께 눌렸을 때 그 키의 정상적인 동작을 변경하는 특수 키이다. 예를 들어, 마이크로소프트 윈도우에서 Alt+F4는 활성 창의 프로그램을 닫는다. 이와 대조적으로, 단순히 F4를 누르면 특정 프로그램에서 특정 기능이 할당되지 않는 한 아무것도 하지 않을 것이다. 자체적으로 수식키는 일반적으로 아무것도 하지 않는다.
가장 널리 사용되는 수식키에는 Control 키, Shift 키 및 Alt 키가 포함된다. AltGr 키는 세 개의 기호가 인쇄된 키의 추가 기호에 접근하는 데 사용된다. 매킨토시 및 애플 키보드에서는 수식키가 각각 옵션 키와 커맨드 키이다. 썬 마이크로시스템즈 및 리스프 머신 키보드에서는 메타 키가 수식키로 사용되며, 윈도우 키보드에는 윈도우 키가 있다. 컴팩트한 키보드 레이아웃은 종종 Fn 키를 사용한다. "데드 키"는 악센트와 같은 발음 구별 기호를 다음 글자에 배치할 수 있도록 한다(예: 컴포즈 키).
엔터 키는 일반적으로 명령줄, 창 양식 또는 대화 상자가 기본 기능을 수행하게 하는데, 이는 일반적으로 "입력"을 완료하고 원하는 프로세스를 시작하는 것이다. 워드 프로세서 애플리케이션에서 엔터 키를 누르면 단락이 끝나고 새 단락이 시작된다.

### 커서 키
탐색 키 또는 커서 키에는 화면의 다른 위치로 커서를 이동하는 다양한 키가 포함된다. 방향키 (컴퓨터 자판)는 지정된 방향으로 커서를 이동하도록 프로그래밍되어 있으며, Page Up 및 Page Down 키와 같은 페이지 스크롤 키는 페이지를 위아래로 스크롤한다. Home 키는 커서를 현재 커서가 있는 줄의 시작으로 되돌리는 데 사용되며, End 키는 커서를 줄의 끝에 둔다. Tab 키는 커서를 다음 탭 정지점으로 이동시킨다.
Insert 키는 주로 겹쳐쓰기 모드(커서가 현재 위치의 텍스트를 덮어쓰는 모드)와 삽입 모드(커서가 현재 위치에 문자를 삽입하여 모든 문자를 한 칸 뒤로 미는 모드) 사이를 전환하는 데 사용된다. Delete 키는 커서 위치 앞의 문자를 삭제하고, 그 뒤의 모든 문자를 한 칸 "뒤로" 당겨서 빈 공간을 채운다. 많은 노트북 컴퓨터 자판에서는 Delete(때로는 Delete와 Backspace가 같은 키에 인쇄됨)라고 표시된 키가 백스페이스 키와 동일한 기능을 한다. 백스페이스 키는 이전 문자를 삭제한다.
Lock 키는 선택된 설정에 따라 자판의 일부를 잠근다. Lock 키는 자판 주위에 흩어져 있다. 대부분의 자판 스타일에는 숫자 키패드 위 오른쪽 상단 모서리에 어떤 잠금 기능이 활성화되었는지 나타내는 세 개의 LED가 있다. Lock 키에는 스크롤 락, Num Lock (숫자 키패드 사용 허용), 그리고 Caps Lock이 포함된다.

### 시스템 명령

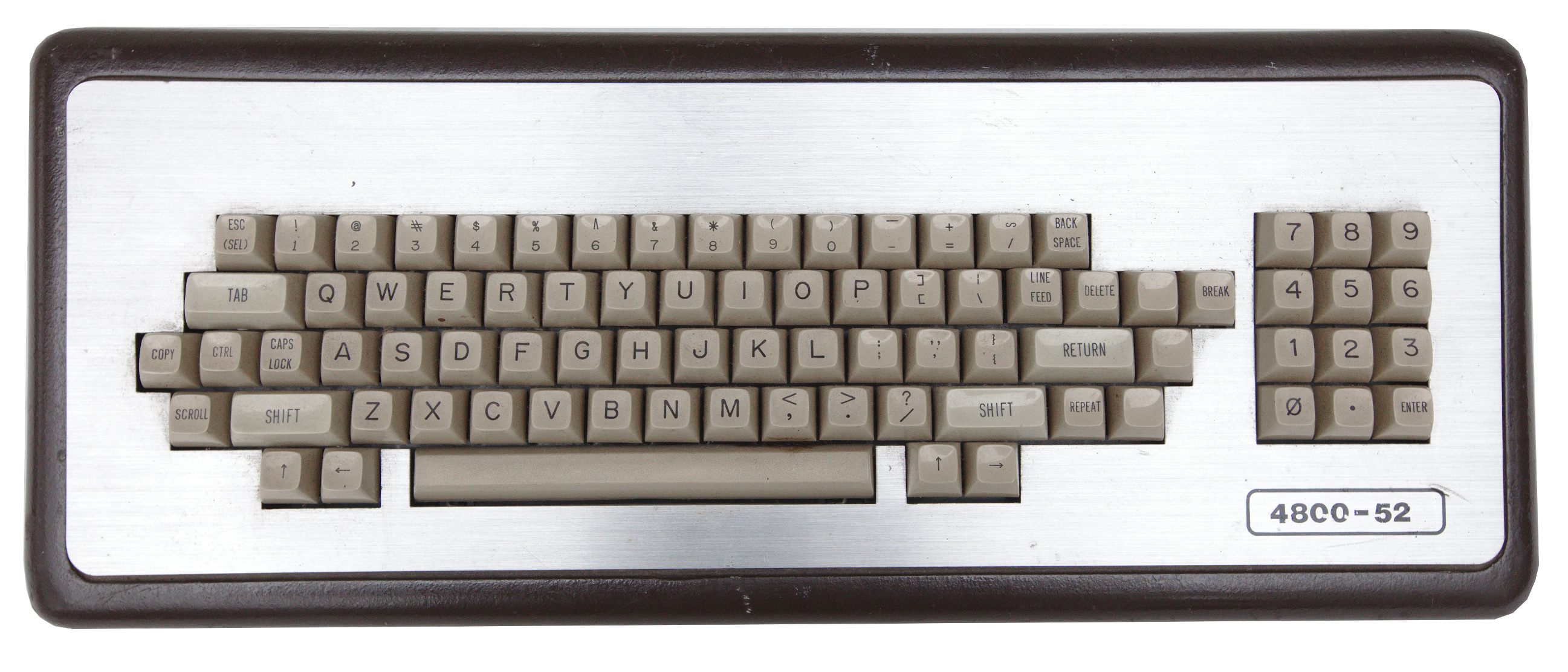
1980년대 중반의 4800-52 메인프레임 / 멍청한 터미널 자판. 수식키와 방향키 (컴퓨터 자판), 줄 바꿈 키, 브레이크 키, 빈 키, 반복 키의 모호한 구성에 주목하라.

SysRq 및 프린트 스크린 명령은 종종 같은 키를 공유한다. SysRq는 초기 컴퓨터에서 충돌에서 복구하기 위한 "패닉" 버튼으로 사용되었으며(그리고 리눅스 커널에서는 여전히 어느 정도 이 의미로 사용된다; Magic SysRq 키 참조), 프린트 스크린 명령은 전체 화면을 캡처하여 프린터로 보내는 데 사용되었지만, 현재는 일반적으로 클립보드에 스크린샷을 저장한다.

#### 브레이크 키
Pause 키는 더 이상 명확한 목적을 가지고 있지 않다. 그 기원은 전신타자기 사용자들이 통신선을 일시적으로 중단할 키를 원했던 것에서 시작된다. Pause 키는 여러 로그인 세션 간 전환, 프로그램 종료 또는 모뎀 연결 중단과 같은 여러 가지 방법으로 소프트웨어에서 사용될 수 있다.
프로그래밍에서, 특히 오래된 DOS 스타일 BASIC, Pascal 및 C에서 Pause 키는 (Ctrl과 함께) 프로그램 실행을 중지하는 데 사용된다. 이 외에도 리눅스와 그 변형, 그리고 많은 DOS 프로그램은 이 조합을 Ctrl+C와 동일하게 취급한다. 현대 자판에서 Pause 키는 일반적으로 Pause/Break으로 표시된다. 대부분의 윈도우 환경에서 Windows key+Pause 키 조합은 시스템 속성을 불러온다.

#### Esc 키
Esc 키(esc)는 운영체제 및 응용 소프트웨어에 따라 다양한 의미를 갖는다. "거의 항상" 정지, 종료 또는 "대화 상자(또는 팝업 창)에서 나가게 해 줘"를 의미한다. 많은 웹 브라우저에서 정지 기능을 작동시킨다.
이스케이프 키는 Teletype 모델 33의 표준 키보드(1964년에 도입되어 많은 초기 미니컴퓨터와 함께 사용됨)의 일부였다. 1974년 7월에 도입된 DEC VT50도 Esc 키를 가지고 있었다. TECO 텍스트 편집기(약 1963년)와 그 후속작인 Emacs(약 1985년)는 Esc 키를 광범위하게 사용한다.
역사적으로는 또한 일종의 Shift 키 역할을 하여 하나 이상의 다음 문자가 다르게 해석되었다. 따라서 이스케이프 문자로 시작되는 일련의 문자를 나타내는 이스케이프 시퀀스라는 용어가 생겼다.
마이크로소프트 윈도우를 실행하는 기기에서, 자판에 윈도우 키가 구현되기 전에는 "시작" 버튼을 호출하는 일반적인 방법은 Control 키를 누른 상태에서 이스케이프를 누르는 것이었다. 이 과정은 윈도우 95, 98, Me, NT 4, 2000, XP, Vista, 7, 8, 그리고 10에서도 여전히 작동한다.

#### 엔터 키 또는 리턴 키
'엔터 키' ⌅ Enter와 '리턴 키' ↵ Return는 운영체제와 응용 소프트웨어에 따라 기능이 겹치거나 구별되는 두 개의 밀접한 관련 키이다. 풀사이즈 키보드에는 영숫자 키와 숫자 키에 각각 하나씩 두 개의 키가 있다. 엔터 키의 목적은 입력된 내용을 확인하는 것이다. 리턴 키는 타자기의 원래 캐리지 리턴/줄 바꿈 기능에 기반한다. 예를 들어, 많은 워드 프로세서에서는 리턴 키가 단락을 끝낸다. 스프레드시트에서는 현재 셀을 완성하고 다음 셀로 이동한다.
엔터 키의 모양은 ISO 및 ANSI 자판 간에 다르다. ANSI 자판에서는 엔터 키가 한 줄(일반적으로 아래에서 세 번째)에 있는 반면, ISO 자판에서는 두 줄에 걸쳐 역 L자 모양을 갖는다.

#### Shift 키
⇧ Shift 키의 목적은 동시에 눌리는 다른 키의 첫 번째 대체 기능을 호출하는 것이다. 알파벳 키의 경우, Shift+알파벳은 해당 알파벳의 대문자 버전을 제공한다. 다른 키의 경우, 키에는 Shift 키를 누르지 않았을 때와 눌렀을 때의 기호가 모두 새겨져 있다. 다른 제어 키(예: Ctrl, Alt 또는 AltGr)와 함께 사용될 경우, 효과는 시스템 및 애플리케이션에 따라 달라진다.

#### 메뉴 키
메뉴 키 또는 애플리케이션 키는 윈도우 기반 컴퓨터 키보드에서 발견되는 키이다. 이 키는 일반적인 마우스 오른쪽 버튼 대신 키보드로 콘텍스트 메뉴를 실행하는 데 사용된다. 이 키의 기호는 일반적으로 커서가 메뉴 위에 떠 있는 작은 아이콘이다. 일부 삼성 키보드에서는 아이콘에 커서가 없고 메뉴만 표시된다. 이 키는 윈도우 키와 동시에 만들어졌다. 이 키는 일반적으로 마우스에 마우스 오른쪽 버튼이 없을 때 사용된다. 일부 윈도우 공용 터미널에는 사용자가 마우스 오른쪽 클릭을 할 수 없도록 키보드에 메뉴 키가 없다(하지만, 많은 윈도우 애플리케이션에서는 Shift+F10 단축키로 유사한 기능을 호출할 수 있다).

### 숫자 패드
대부분의 컴퓨터 자판은 알파벳 자판의 오른쪽에 숫자 키패드를 가지고 있지만 전부는 아니다. 종종 기능 키 및 시스템 명령 키와 같은 다른 키 그룹과 분리되어 있으며, 숫자, 기본적인 수학 기호(예: 덧셈, 뺄셈 등) 및 몇 가지 기능 키를 포함한다. 상단 알파벳 행 위의 숫자 키 행 외에도, 대부분의 데스크톱 자판은 자판의 오른쪽에 숫자 패드 또는 회계 패드를 가지고 있다. Num Lock이 설정되면 이 키들의 숫자는 숫자 행과 중복된다. 그렇지 않으면 새겨진 대로 대체 기능을 가진다. 숫자 외에도 이 패드에는 덧셈, 뺄셈, 곱셈, 나눗셈 기호와 같은 계산과 관련된 명령 기호가 있다. 이 키의 엔터 키는 등호를 나타낸다.

### 기타

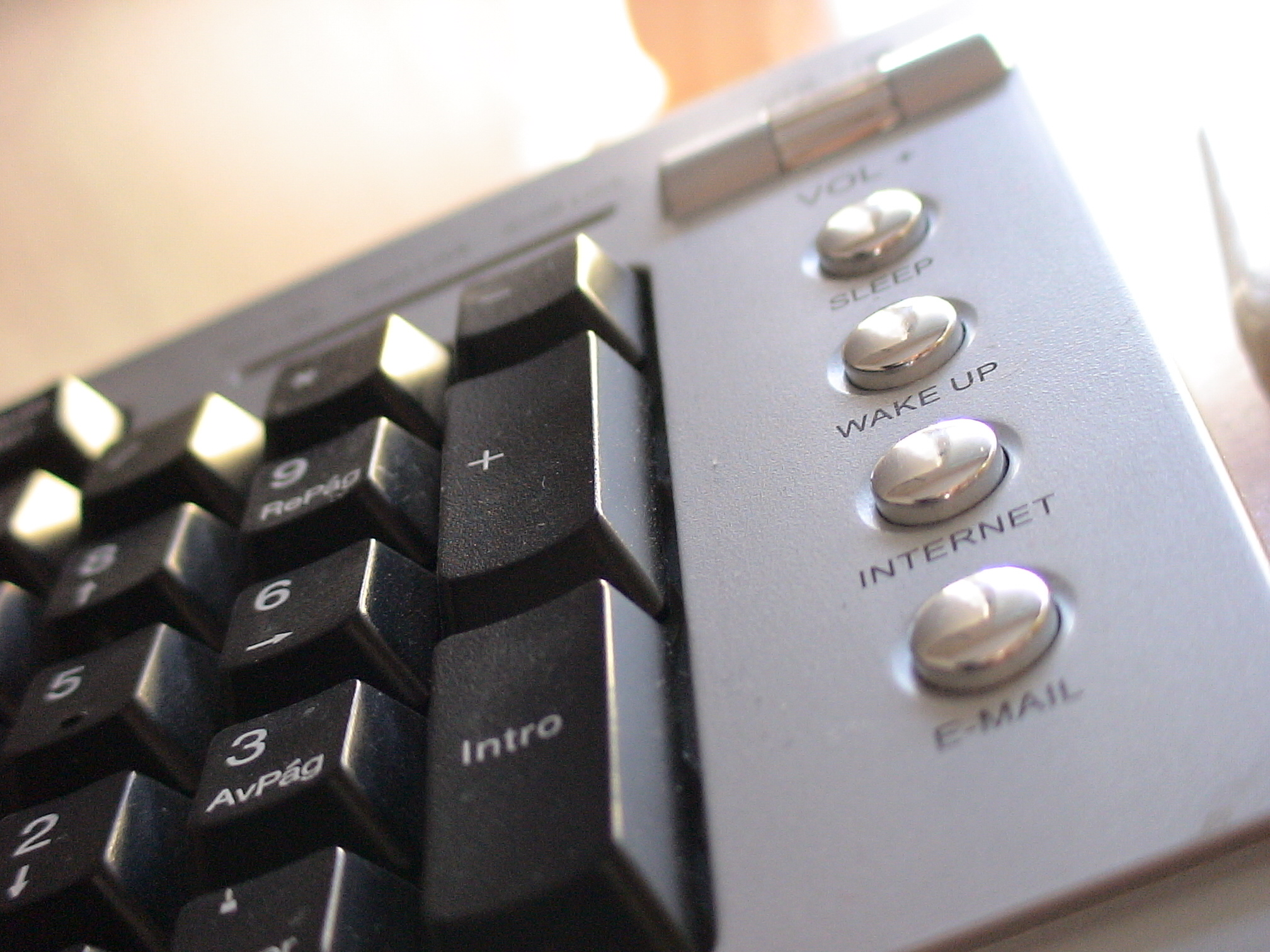
일부 자판의 멀티미디어 버튼은 인터넷에 빠르게 접근하거나 스피커 볼륨을 제어한다.

일본어/한국어 자판에는 사용할 언어를 변경하기 위한 언어 입력 키가 있을 수 있다.
일부 자판에는 전원 관리 키(예: 전원 키, 절전 키 및 깨우기 키), 웹 브라우저 또는 이메일에 접근하기 위한 인터넷 키, 그리고/또는 볼륨 조절과 같은 멀티미디어 키, 또는 사용자가 지정된 애플리케이션을 실행하거나 모든 창을 최소화하는 명령을 실행하도록 프로그래밍할 수 있는 키가 있다.

### 다중 레이아웃
운영체제 내에 여러 자판 레이아웃을 설치하고 OS 내에 구현된 기능을 통해 또는 외부 애플리케이션을 통해 전환할 수 있다. 마이크로소프트 윈도우, 리눅스, 및 Mac는 자판 레이아웃을 추가하고 그 중에서 선택하는 것을 지원한다.

## 조명

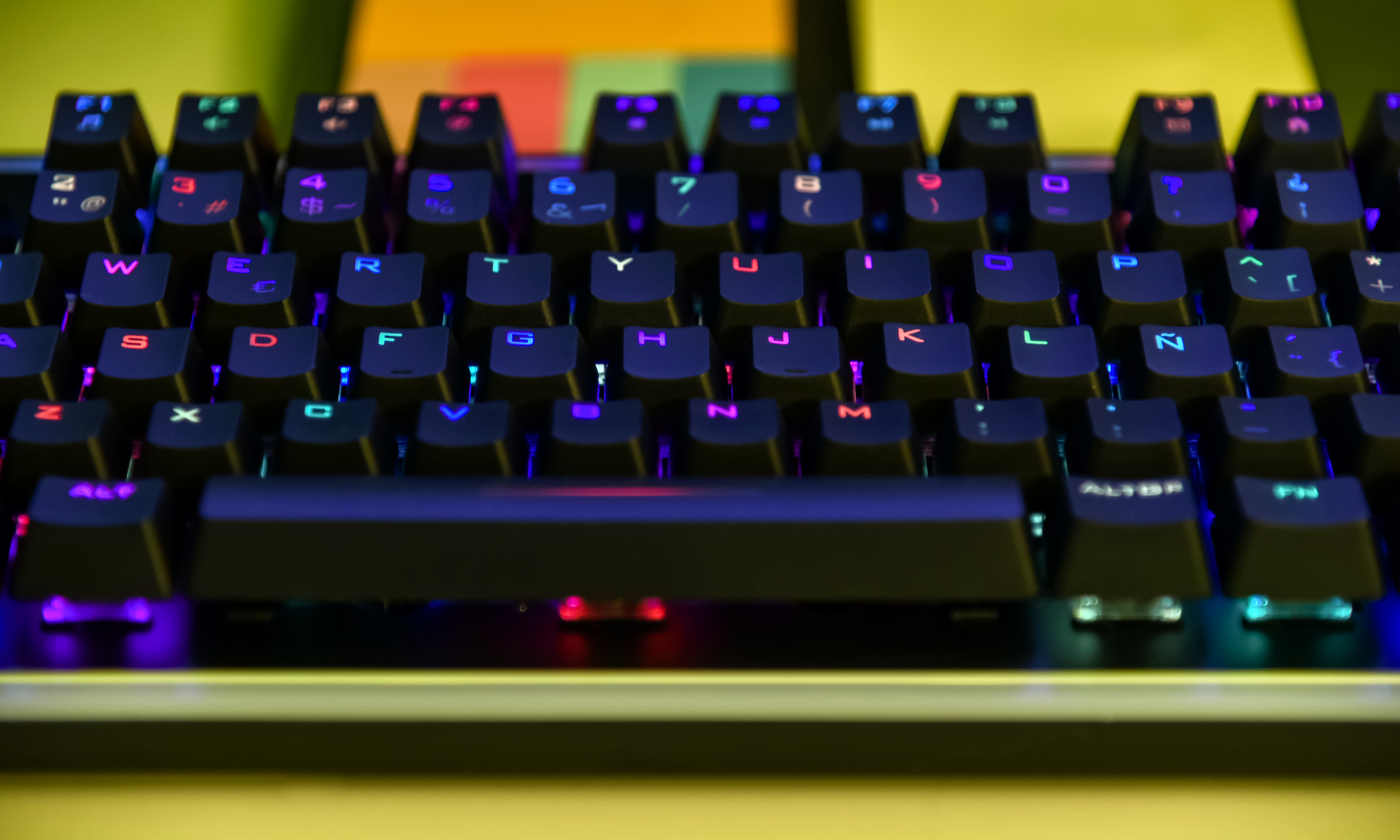
백라이트 기계식 키보드

키보드와 키패드는 특히 모바일 사용 장비에서 내부적으로 조명될 수 있다. 컴퓨터에 내장된 키보드와 외부 키보드 모두 백라이트를 지원할 수 있다. 외부 백라이트 키보드는 유선 USB 연결을 사용하거나 무선으로 연결되어 배터리로 전원이 공급될 수 있다. 조명은 어두운 환경에서 키보드 또는 키패드 사용을 용이하게 한다.
일반적인 생산성을 위해서는 키 주변에 산만하게 빛이 퍼지지 않고 키만 균일하게 백라이트될 수 있다.

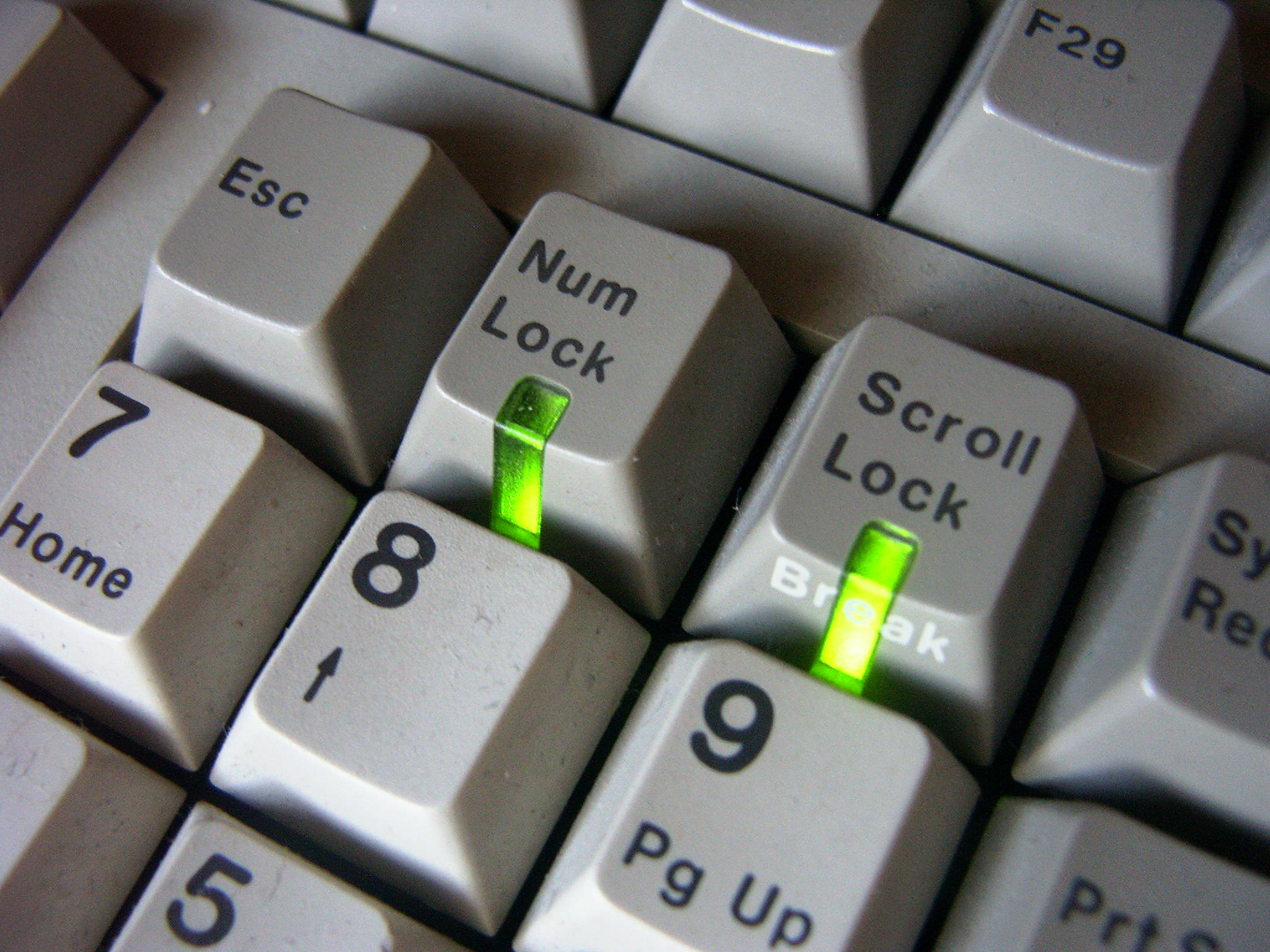
LED 표시등이 내장된 키

많은 게이밍 키보드는 미적 및 기능적 매력을 모두 갖도록 설계되었으며, 다양한 색상과 색상으로 구분된 키를 통해 게이머가 어두운 방에서 게임을 플레이하는 동안 명령 키를 더 쉽게 찾을 수 있도록 한다. 조명 기능이 없는 많은 키보드에도 기능이 활성화되었을 때 몇몇 중요한 기능 키 또는 하우징의 다른 부분에 작은 LED 표시등이 있을 수 있다(사진 참조).

## 기술

### 키 스위치
1970년대 초반의 첫 전자 자판에서는 키 스위치가 금속 프레임의 구멍에 삽입된 개별 스위치였다. 이 자판들은 80에서 120 USD의 비용이 들었으며 메인프레임 데이터 터미널에 사용되었다. 가장 인기 있는 스위치 유형은 리드 스위치(스위치 플런저에 장착된 자석의 영향을 받는 유리 캡슐의 진공 상태에 밀폐된 접점)였다.
1970년대 중반, 저가형 직접 접촉 키 스위치가 도입되었으나, 환경에 노출되어 스위치 사이클 수명이 훨씬 짧았다(1천만 사이클 정격). 그러나 당시 발전함에 따라 모델 수명이 점점 더 짧아지던 컴퓨터 터미널에 사용되는 것은 더 받아들여지게 되었다.
1978년, Key Tronic Corporation은 자체 포함 스위치를 사용하지 않는 최초의 키보드 기술 중 하나인 정전용량 기반 스위치를 사용하는 키보드를 도입했다. 스위치 플런저에 전도성 코팅된 마일라 플라스틱 시트가 있는 스펀지 패드와 아래 PCB에 두 개의 반달 모양의 트레이스 패턴이 있었다. 키가 눌러지면 플런저 패드와 아래 PCB의 패턴 사이의 정전용량이 변경되었고, 이는 집적 회로(IC)에 의해 감지되었다. 이러한 키보드는 유도성 및 홀 효과와 같은 다른 "솔리드 스테이트 스위치" 키보드와 동일한 신뢰성을 가지고 있으면서도 직접 접촉 키보드와 경쟁력이 있다고 주장되었다. 키보드 가격은 60달러에 달했으며, Key Tronic은 빠르게 가장 큰 독립 키보드 제조업체가 되었다.
한편, IBM은 자체 특허 기술을 사용하여 자판을 만들었다. 오래된 IBM 키보드의 키는 "버클링 스프링" 메커니즘으로 만들어졌다. 이 메커니즘에서는 키 아래의 코일 스프링이 사용자 손가락의 압력으로 휘어지면서 해머를 작동시켜 전도성 트레이스가 있는 두 개의 플라스틱 시트(멤브레인)를 서로 누르게 하여 회로를 완성한다. 이는 클릭 소리를 내고 타자수에게 물리적 피드백을 제공하여 키가 눌렸음을 알려준다.
최초의 전자 자판은 타자기 키 트래블 거리인 0.187인치(4.75mm)를 가지고 있었고, 키톱은 0.5인치(12.7mm) 높이였으며, 자판은 약 2인치(5cm) 두께였다. 시간이 지남에 따라 더 짧은 키 트래블이 시장에서 받아들여졌고, 결국 0.110인치(2.79mm)로 정착했다. 이와 동시에 키 트로닉은 두께가 약 1인치에 불과한 자판을 최초로 도입했다. 그리고 현재 자판의 두께는 약 0.5인치에 불과하다.

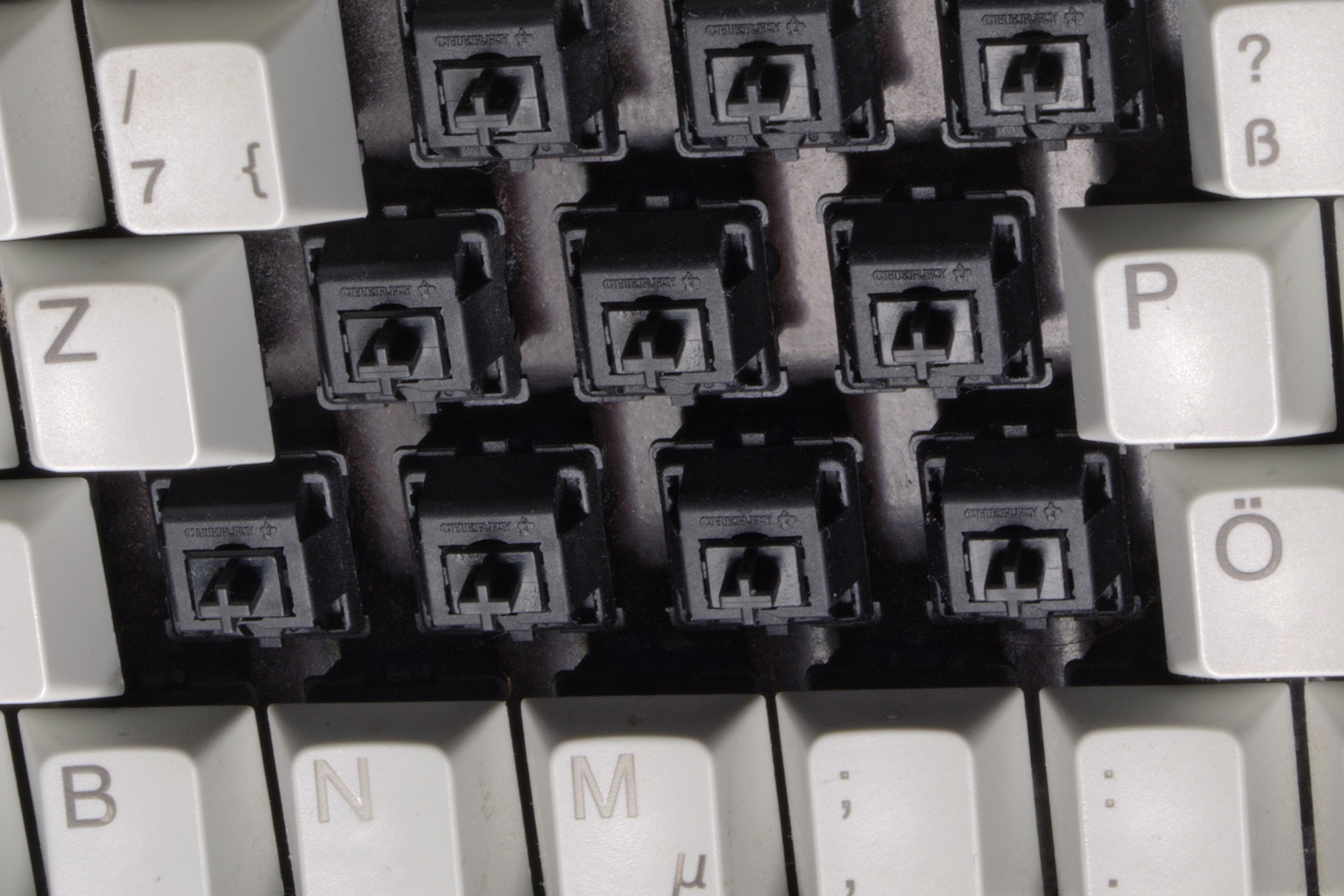
키톱 일부를 제거하여 체리 MX 스위치를 보여주는 자판. MX 스위치는 기계식 키보드에 흔히 사용되는 스위치이다.

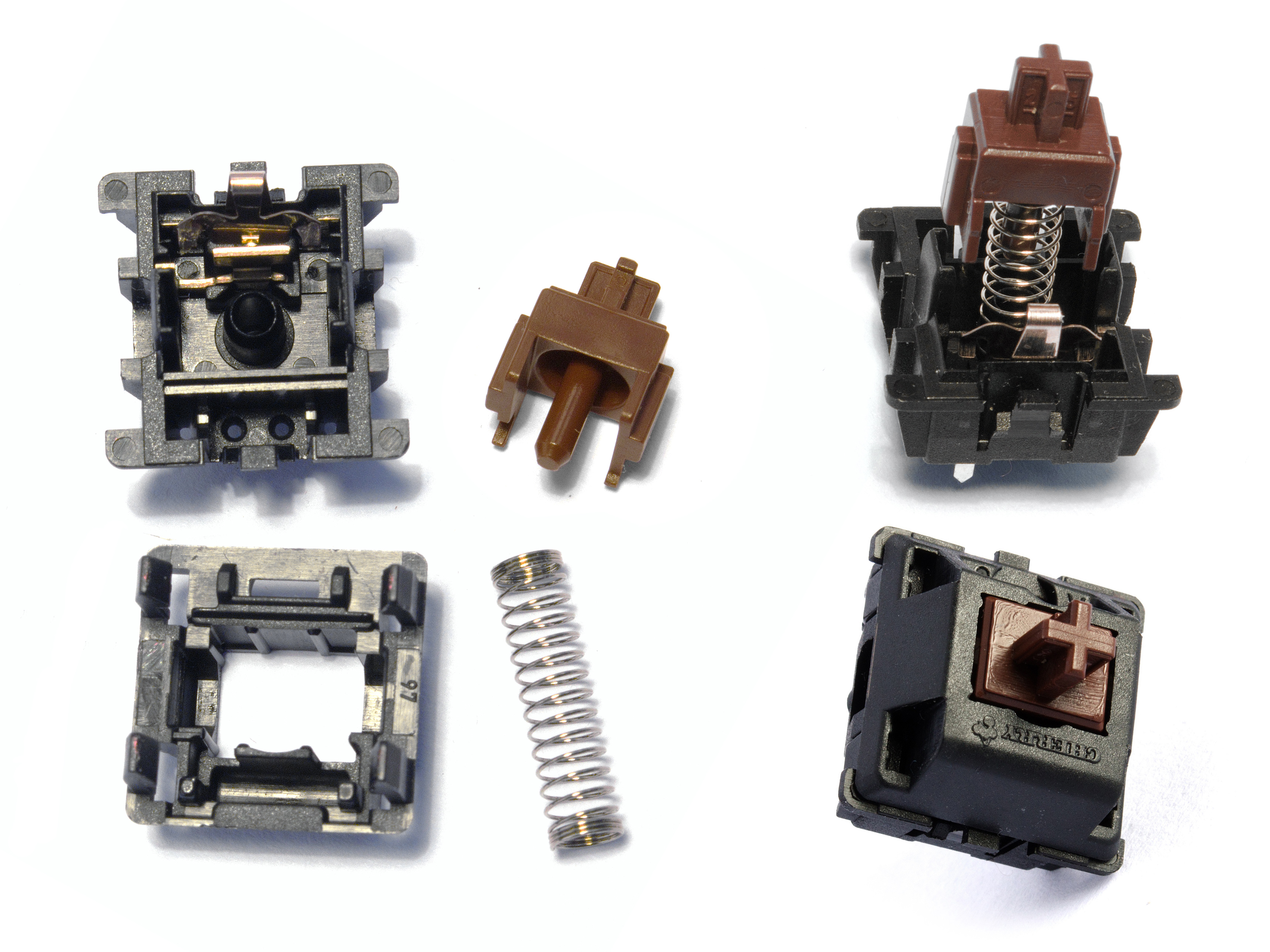
분해된 형태(왼쪽 및 중앙, 4개 부품)의 촉각 비클릭 "갈축" 체리 MX 스위치, 뚜껑을 열었을 때(오른쪽 위) 및 재조립되었을 때(오른쪽 아래)

키톱은 자판의 중요한 요소이다. 초기에는 자판 키톱이 이전 타자기처럼 위쪽에 "접시 모양"을 가지고 있었다. 자판 키 레전드는 수천만 번의 누름에 걸쳐 극도로 내구성이 있어야 한다. 손가락과 손톱으로 인한 극심한 기계적 마모에 노출되고, 손 기름과 크림에 노출되기 때문에, 이전에 개별 스위치에 대해 했던 것처럼 키 레전드를 페인트로 조각하고 채우는 것은 결코 받아들여지지 않았다. 따라서 최초의 전자 자판의 경우, 키 레전드는 투샷(또는 더블샷, 또는 두 가지 색상) 성형으로 제작되었다. 여기서 키 쉘 또는 키 레전드가 있는 키의 내부가 먼저 성형된 다음 다른 색상이 두 번째로 성형되었다. 그러나 비용을 절감하기 위해 승화 인쇄 및 레이저 각인과 같은 다른 방법이 모색되었는데, 이 두 방법은 전체 자판을 동시에 인쇄하는 데 사용될 수 있었다.
초기에 특수 잉크를 키캡 표면에 인쇄하고 열을 가하여 잉크 분자가 플라스틱 모듈로 침투하여 혼합되는 승화 인쇄는 손 기름이 분자를 분산시키는 문제가 있었지만, 이를 방지하기 위해 필수적으로 매우 단단한 투명 코팅이 적용되었다. IBM이 자판에 고용량으로 처음 사용한 승화 인쇄와 동시에 IBM은 키 레전드의 고품질 인쇄를 용이하게 하기 위해 접시 대신 일관되게 곡선으로 된 표면을 갖는 단일 곡선 접시 키캡을 도입했다. 그러나 승화 또는 레이저 인쇄의 한 가지 문제점은 프로세스가 너무 오래 걸리고 밝은 색 키에는 어두운 레전드만 인쇄될 수 있다는 것이었다. 다른 측면에서, IBM은 키톱 베이스에 별도의 쉘 또는 "키캡"을 사용하는 데 독특했다. 이것은 다른 키보드 레이아웃의 제조를 더 유연하게 만들었을 수도 있지만, 이를 수행한 이유는 승화 인쇄에 사용해야 하는 플라스틱 재료가 표준 ABS 키톱 플라스틱 재료와 달랐기 때문이다.
세 가지 최종 기계 기술은 자판을 오늘날의 모습으로 만들었고, 비용을 10달러 미만으로 낮추었다.
1. 개별 스위치 하우징을 제거하고 일체형 "모노블록" 하우징을 대신 사용하는 "모노블록" 자판 디자인이 개발되었다. 이는 자판 전체에 걸쳐 스위치-플런저 구멍과 가이드에 매우 엄격한 공차를 제공할 수 있는 성형 기술 덕분에 가능했으며, 키 플런저-하우징 간극이 너무 빡빡하거나 너무 헐거워 키가 걸리는 것을 방지할 수 있었다.
2. 모노블록 아래에 접점 스위치 멤브레인 시트 사용. 이 기술은 평판 스위치 멤브레인에서 파생되었다. 여기서 스위치 접점은 상단 및 하단 레이어 내부에 인쇄되고, 그 사이에 스페이서 레이어가 있어서 위에 압력이 가해지면 직접적인 전기 접촉이 이루어진다. 멤브레인 레이어는 매우 대량으로 저렴한 "릴투릴" 인쇄기로 인쇄할 수 있으며, 각 자판 멤브레인은 나중에 잘라내고 펀칭된다.

플라스틱 재료는 전자 자판의 개발 및 발전에 매우 중요한 역할을 했다. "모노블록"이 등장하기 전까지 GE의 "자체 윤활" 델린은 수천만 사이클의 수명 동안 견딜 수 있는 유일한 자판 스위치 플런저용 플라스틱 재료였다. 스위치 플런저에 기름을 바르거나 윤활유를 사용하는 것은 시간이 지남에 따라 먼지를 끌어들여 결국 키 스위치의 느낌에 영향을 미치거나 심지어 키 스위치를 묶을 수 있기 때문에 바람직하지 않았다(물론 자판 제조업체는 때때로 이를 자판에 몰래 넣기도 했다. 특히 키 플런저와 하우징의 공차를 충분히 제어할 수 없어 부드러운 키 누름 느낌을 얻거나 묶이는 것을 방지할 수 없는 경우). 그러나 델린은 검정색과 흰색으로만 제공되었고 키톱에는 적합하지 않았으므로(너무 부드럽다) 키톱은 ABS 플라스틱을 사용한다. 그러나 플라스틱 성형이 엄격한 공차를 유지하는 데 발전하고 키 트래블 길이가 0.187인치에서 0.110인치(4.75mm에서 2.79mm)로 줄어들면서 단일 부품 키톱/플런저를 ABS로 만들 수 있었으며, 자판 모노블록도 ABS로 만들 수 있었다.
일반적으로 "기계식 키보드"는 개별 기계식 키 스위치를 가진 키보드를 의미하며, 각 스위치에는 스프링과 측면에 금속 전기 접점이 있는 완전히 밀폐된 플런저가 포함되어 있다. 플런저는 스프링 위에 놓여 있으며, 플런저가 절반 정도 눌렸을 때 키가 접점을 닫는 경우가 많다. 다른 스위치는 플런저가 완전히 눌러져야 접점이 닫힌다. 접점이 닫히기 위해 플런저가 눌러져야 하는 깊이를 활성화 거리라고 한다. 활성화 거리를 소프트웨어를 통해 재구성할 수 있는 키 스위치를 가진 아날로그 키보드, 레이저 빔을 차단하여 작동하는 광학 스위치, 자석을 사용하여 홀 센서를 활성화하는 키 스위치를 사용하는 홀 효과 키보드도 사용할 수 있다.
아날로그 스틱과 유사하게 눌린 거리에 따라 다양한 입력을 허용하는 감압식 키보드도 있다.

### 제어 프로세서

스캔 절차

컴퓨터 자판에는 키 입력을 컴퓨터 전자 장치가 이해할 수 있는 키 코드(일반적으로 스캔 코드)로 변환하는 제어 회로가 포함되어 있다. 키 스위치는 인쇄 회로 기판을 통해 전기 X-Y 매트릭스에 연결되어 Y 라인에 순차적으로 전압이 공급되고, 키가 눌리면 X 라인을 스캔하여 순차적으로 감지된다.
초기 컴퓨터 키보드는 메인프레임 컴퓨터 데이터 터미널용이었으며 개별 전자 부품을 사용했다. 최초의 키보드 마이크로프로세서는 1972년 General Instruments에서 도입되었지만, 키보드는 1978년에 8048 마이크로컨트롤러 변형이 출시된 이후로 이를 사용해왔다. 키보드 스위치 매트릭스는 입력에 연결되어 키 입력을 키 코드로 변환하고, 분리형 키보드의 경우 직렬 케이블(키보드 코드)을 통해 컴퓨터 메인보드의 메인 프로세서로 코드를 전송한다. 이 직렬 키보드 케이블 통신은 컴퓨터의 전자 장치가 Caps Lock, Num Lock 및 스크롤 락 표시등의 조명을 제어하는 범위 내에서만 양방향이다.
컴퓨터가 충돌했는지 여부를 테스트하는 한 가지 방법은 Caps Lock 키를 누르는 것이다. 키보드는 키 코드를 메인 컴퓨터에서 실행 중인 키보드 드라이버로 전송한다. 메인 컴퓨터가 작동 중이면 드라이버는 표시등을 켜도록 명령한다. 다른 모든 표시등도 유사한 방식으로 작동한다. 키보드 드라이버는 또한 키보드의 Shift, Alt 및 Control 상태를 추적한다.
일부 저품질 키보드는 부적절한 전기 설계로 인해 여러 개 또는 잘못된 키 입력이 발생하는 경우가 있다. 이는 부적절한 키 스위치 "디바운싱" 또는 여러 키를 동시에 누를 수 없는 부적절한 키 스위치 매트릭스 레이아웃으로 인해 발생하며, 두 가지 상황은 아래에서 설명한다.
자판 키를 누를 때 키 접점은 단단히 접촉하기 전에 몇 밀리초 동안 서로 "튀어 오를" 수 있다. 해제될 때, 접촉되지 않은 상태로 돌아갈 때까지 더 튀어 오른다. 컴퓨터가 각 펄스를 지켜보고 있었다면, 사용자가 단 한 번의 키 입력이라고 생각했던 것에 대해 많은 키 입력을 보게 될 것이다. 이 문제를 해결하기 위해 자판(또는 컴퓨터)의 프로세서는 시간을 통해 키 입력을 집계하여 하나의 "확인된" 키 입력을 생성함으로써 키 입력을 "디바운싱"한다.
일부 저품질 자판은 롤오버 문제(즉, 여러 키가 동시에 눌리거나 키가 너무 빨리 눌려 같은 밀리초 내에 여러 키가 눌리는 경우)도 겪는다. 초기 "솔리드 스테이트" 키 스위치 자판은 키 스위치가 서로 전기적으로 격리되어 있었기 때문에 이 문제가 없었으며, 초기 "직접 접촉" 키 스위치 자판은 모든 키 스위치에 격리 다이오드를 사용하여 이 문제를 피했다. 이 초기 자판은 "n-키" 롤오버를 가지고 있었는데, 이는 아무리 많은 키를 눌러도 자판이 다음 눌린 키를 계속 인식한다는 의미이다. 그러나 격리 다이오드가 없는 "직접 접촉" 키 스위치 매트릭스에서 세 개의 키가 동시에 눌리면(전기적으로 닫히면), 자판 전자 장치는 세 키의 X 및 Y 라인이 교차하는 네 번째 "유령" 키를 볼 수 있다. 일부 유형의 자판 회로는 한 번에 최대 수의 키만 등록한다. "세 키" 롤오버는 "유령 키 차단" 또는 "유령 키 잠금"이라고도 불리며, 세 개의 키만 등록하고 세 개의 키 중 하나가 해제될 때까지 다른 모든 키는 무시한다. 이는 특히 빠른 타자(손가락이 이전 키를 놓기 전에 새 키를 누르는 것) 및 게임(여러 키 누름을 위해 설계됨)에 바람직하지 않다.
직접 접촉 멤브레인 키보드가 인기를 얻으면서, 가장 일반적인 키 시퀀스를 분석하고 이러한 키를 전기적 키 매트릭스에서 유령 키를 잠재적으로 생성하지 않도록 배치함으로써 키의 사용 가능한 롤오버가 최적화되었다(예를 들어, 동시에 눌릴 수 있는 세 개 또는 네 개의 키를 단순히 동일한 X 또는 동일한 Y 라인에 배치하여 유령 키 교차/단락이 발생할 수 없도록 함). 따라서 세 번째 키를 차단하는 것은 일반적으로 문제가 되지 않는다. 그러나 저품질 키보드 디자인 및 무지한 엔지니어는 이러한 기술을 알지 못할 수 있으며, 다른 게임에서 매우 다르거나 구성 가능한 레이아웃으로 인해 게임에서 여전히 문제가 될 수 있다.

### 연결 유형

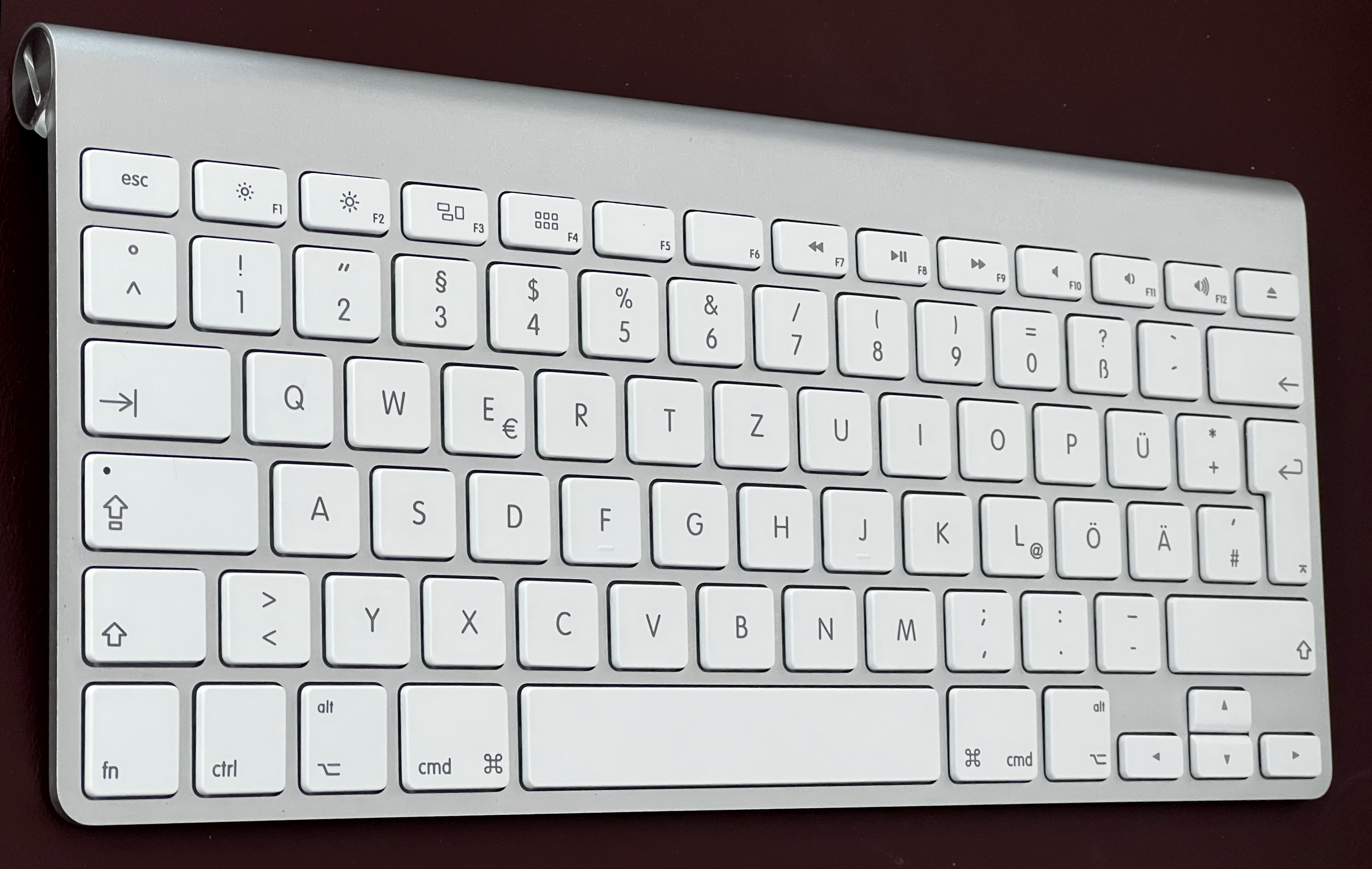
애플 무선 키보드

케이블을 사용하여 키보드를 시스템 장치(더 정확하게는 키보드 컨트롤러)에 연결하는 여러 가지 방법이 있으며, 여기에는 마더보드에서 흔히 발견되는 표준 AT 커넥터가 포함되며, 이는 결국 PS/2 및 USB 연결로 대체되었다. 아이맥 시스템 라인 이전에 애플은 자사 키보드 커넥터에 독점적인 애플 데스크톱 버스를 사용했다.
무선 키보드는 인기를 얻고 있다. 무선 키보드는 송신기를 내장하고 컴퓨터의 키보드 포트에 연결된 수신기가 있어야 한다. 이는 무선주파수(RF) 또는 적외선(IR) 신호를 통해 통신한다. 무선 키보드는 산업 표준 블루투스 무선 통신을 사용할 수 있으며, 이 경우 수신기는 컴퓨터에 내장될 수 있다. 무선 키보드는 전원 공급을 위해 배터리가 필요하며, 데이터 감청의 위험이 있을 수 있다. 무선 태양열 키보드는 자연광 또는 인공 조명을 사용하여 작은 태양 전지판으로부터 배터리를 충전한다. 1984년 Apricot Portable은 IR 키보드의 초기 예이다.

## 대체 텍스트 입력 방법

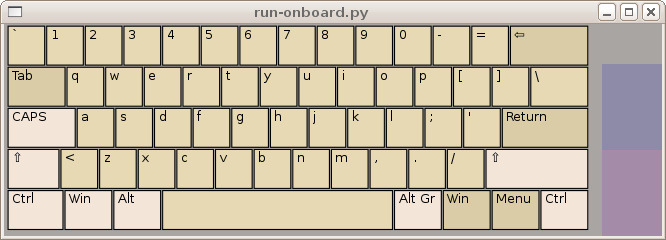
마우스로 제어되는 화면 키보드는 이동성이 제한된 사용자가 사용할 수 있다.

광학 문자 인식(OCR)은 이미 작성되었지만 기계 판독 가능한 형식이 아닌 기존 텍스트(예: 1940년대 라이노타이프 기계로 조판된 책)를 변환하는 데 재입력보다 선호된다. 즉, 이미지를 편집 가능한 텍스트(즉, 문자 코드 문자열)로 변환하려면, 사람이 다시 입력하거나 컴퓨터가 이미지를 보고 각 문자가 무엇인지 추론할 수 있다. OCR 기술은 이미 인상적인 수준(예: 구글 북 검색)에 도달했으며 미래에 더 많은 것을 약속한다.
음성 인식은 음성을 기계 판독 가능한 텍스트(즉, 문자 코드 문자열)로 변환한다. 이 기술 또한 진보된 단계에 도달했으며 다양한 소프트웨어 제품에 구현되어 있다. 특정 용도(예: 의료 또는 법률 구술 필사; 저널리즘; 에세이 또는 소설 쓰기)의 경우 음성 인식이 자판을 대체하기 시작하고 있다. 그러나 음성 명령 및 받아쓰기 시 사생활 보호 부족으로 인해 이러한 종류의 입력은 많은 환경에 적합하지 않다.
포인팅 장치는 물리적 자판 사용이 부적절하거나 불가능한 환경에서 텍스트 또는 문자를 입력하는 데 사용될 수 있다. 이러한 액세서리는 일반적으로 디스플레이에 문자를 표시하며, 더 자주 사용되는 문자 또는 문자 조합에 빠르게 접근할 수 있는 레이아웃으로 되어 있다. 이러한 종류의 입력의 인기 있는 예로는 그래피티, 대셔 및 화면 가상 키보드가 있다.

## 기타 문제

### 키로깅
암호화되지 않은 블루투스 무선 키보드는 키보드와 같은 방에 은밀한 청취 장치를 설치하여 블루투스 패킷을 도청하고 기록하여 사용자가 입력한 키를 기록하는 신호 도난에 취약한 것으로 알려져 있다. 마이크로소프트 무선 키보드 2011년 및 이전 버전은 이러한 취약점이 문서화되어 있다.
키로깅은 사용자 키 입력을 캡처하고 기록하는 방법이다. 특정 사무 작업에서 직원의 생산성을 측정하거나 법 집행 기관에서 불법 활동을 파악하는 데 합법적으로 사용되지만, 해커가 다양한 불법적이거나 악의적인 행위를 위해 사용되기도 한다. 해커는 키로거를 통해 암호나 암호화 키를 얻어 다른 보안 조치를 우회하는 수단으로 사용한다.
키로깅은 하드웨어 및 소프트웨어 수단을 통해 달성될 수 있다. 하드웨어 키로거는 키보드 케이블에 연결되거나 표준 키보드 내부에 설치된다. 소프트웨어 키로거는 대상 컴퓨터의 운영체제에서 작동하며 하드웨어에 대한 무단 접근을 얻거나, OS가 제공하는 기능을 사용하여 키보드에 연결하거나, 원격 접근 소프트웨어를 사용하여 기록된 데이터를 대상 컴퓨터 외부의 원격 위치로 전송한다. 일부 해커는 또한 무선 키로거 스니퍼를 사용하여 무선 키보드와 수신기 간에 전송되는 데이터 패킷을 수집한 다음, 두 장치 간의 무선 통신을 보호하는 데 사용되는 암호화 키를 해독한다.
안티 스파이웨어 애플리케이션은 많은 키로거를 탐지하고 제거할 수 있다. 책임감 있는 모니터링 소프트웨어 공급업체는 안티 스파이웨어 프로그램에 의한 탐지를 지원하여 소프트웨어 남용을 방지한다. 방화벽 (네트워킹)을 활성화해도 키로거 자체를 막지는 못하지만, 적절히 구성하면 기록된 자료가 네트워크를 통해 전송되는 것을 막을 수 있다. 네트워크 모니터링(역방화벽이라고도 함)은 애플리케이션이 네트워크 연결을 시도할 때마다 사용자에게 경고하는 데 사용될 수 있다. 이는 사용자에게 키로거가 입력한 정보를 "콜백"하는 것을 방지할 기회를 제공한다. 자동 양식 채우기 프로그램은 키보드를 전혀 사용하지 않음으로써 키로깅을 완전히 방지할 수 있다. 역사적으로 대부분의 키로거는 로그인 자격 증명을 입력하는 것과 포커스 창의 다른 곳에 문자를 입력하는 것을 번갈아 가며 속일 수 있었다.
자판은 특수한 스파이 장비를 사용하여 감지할 수 있는 전자기 서명을 방출하여 자판에 눌러진 키를 재구성할 수 있는 것으로 알려져 있다. 신원 도용 협의회(Identity Theft Council)의 전무 이사 닐 오패럴(Neal O'Farrell)은 InformationWeek에 "25년도 더 전에 두 명의 전직 스파이가 자판의 모든 키 입력에서 발생하는 전자기 신호를 캡처하고 디코딩하여 길 건너편에 주차된 밴에서 사용자의 ATM PIN을 어떻게 캡처할 수 있었는지 보여주었다"고 밝혔다. 오패럴은 "그들은 심지어 근처 사무실의 컴퓨터에서도 키 입력을 캡처할 수 있었지만, 특정 컴퓨터에 집중할 만큼 기술이 정교하지는 않았다"고 말했다.

### 신체 부상

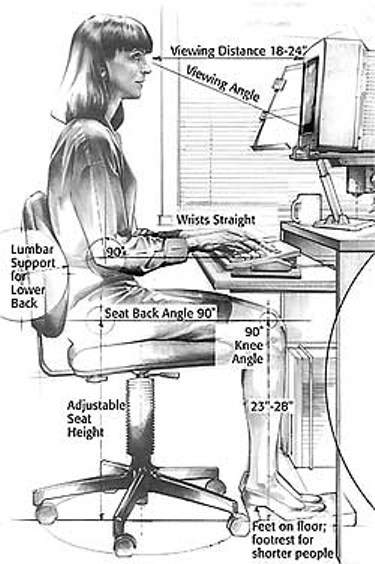
컴퓨터 자판 책상의 적절한 인체공학적 디자인은 시간이 지남에 따라 발생할 수 있고 장기적인 장애로 이어질 수 있는 반복사용긴장성손상증후군을 예방하는 데 필요하다. 연구에 따르면 이전에 권장되던 수직 자세는 퇴행성 디스크 질환을 유발할 수 있으며, 45도 기울어진 자세가 더 건강하다.

모든 키보드의 사용은 손, 손목, 팔, 목 또는 등에 심각한 부상(즉, 수근관 증후군 또는 기타 반복사용긴장성손상증후군)을 유발할 수 있다. 부상 위험은 한 시간마다 몇 번씩 짧은 휴식을 취하여 일어나서 걷는 것으로 줄일 수 있다. 또한 사용자는 손과 손목의 과사용을 피하기 위해 하루 종일 작업을 다양하게 해야 한다. 키보드에 입력할 때, 어깨는 편안하게 하고 팔꿈치는 옆구리에 붙인 상태로 키보드와 마우스를 놓아야 하며, 손목이 직선이 되도록 의자 높이와 키보드 트레이를 조절해야 하고, 손목을 날카로운 테이블 가장자리에 올려놓지 않아야 한다. 손목 받침대나 손바닥 받침대는 타자 (글자) 중에 사용하지 않아야 한다.
특수 자판, 마우스 대체품 및 펜 태블릿 인터페이스부터 음성 인식 소프트웨어에 이르는 일부 적응 기술은 부상 위험을 줄일 수 있다. 일시 정지 소프트웨어는 사용자에게 자주 일시 정지하도록 상기시킨다. 수직 마우스 또는 조이스틱 마우스와 같이 훨씬 더 인체공학적인 마우스로 전환하면 통증이 완화될 수 있다.
터치패드나 그래픽 태블릿에 스타일러스 펜을 사용하는 것은 마우스를 사용하는 대신 팔과 손에 가해지는 반복적인 부담을 줄일 수 있다.

## 사진

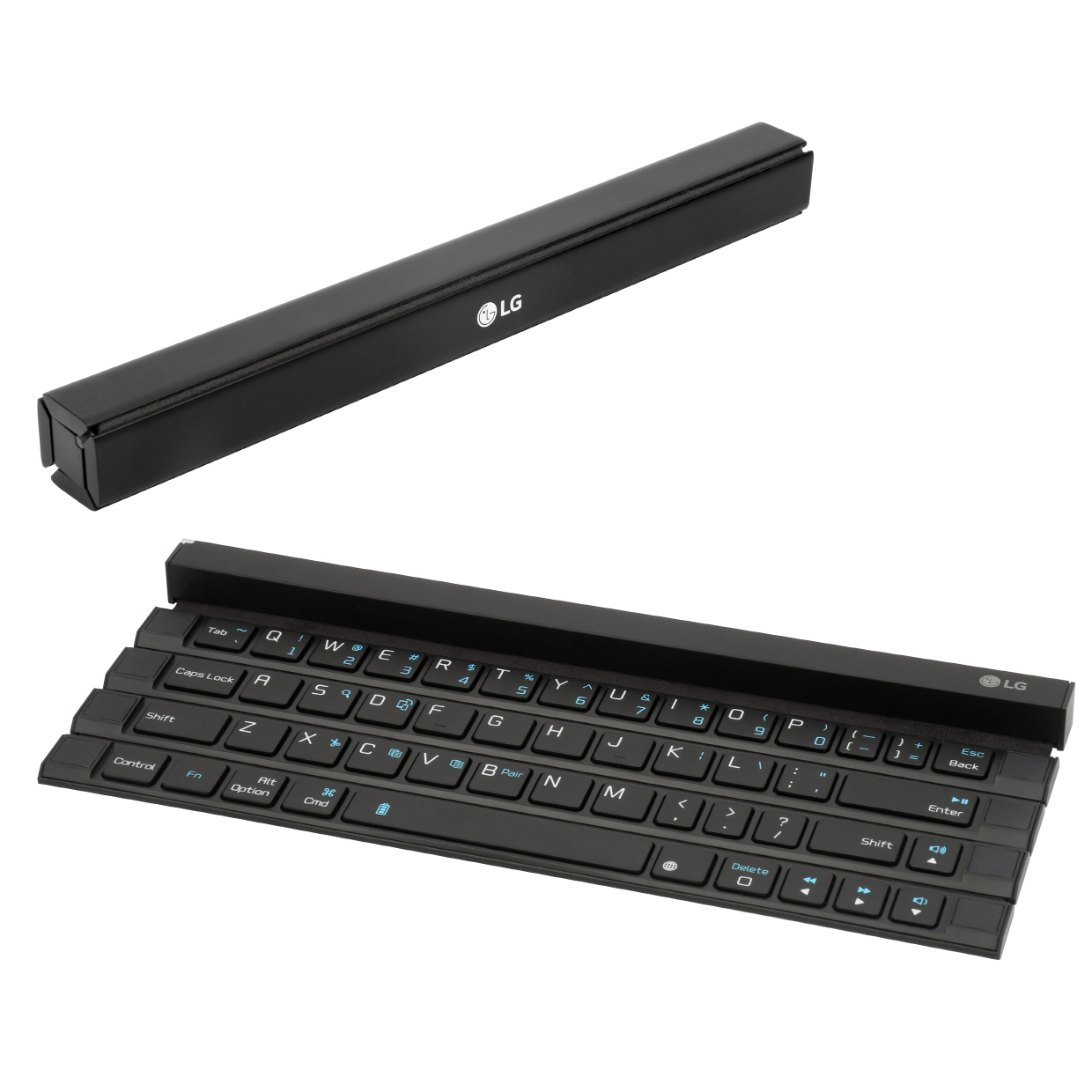
LG접이식 키보드
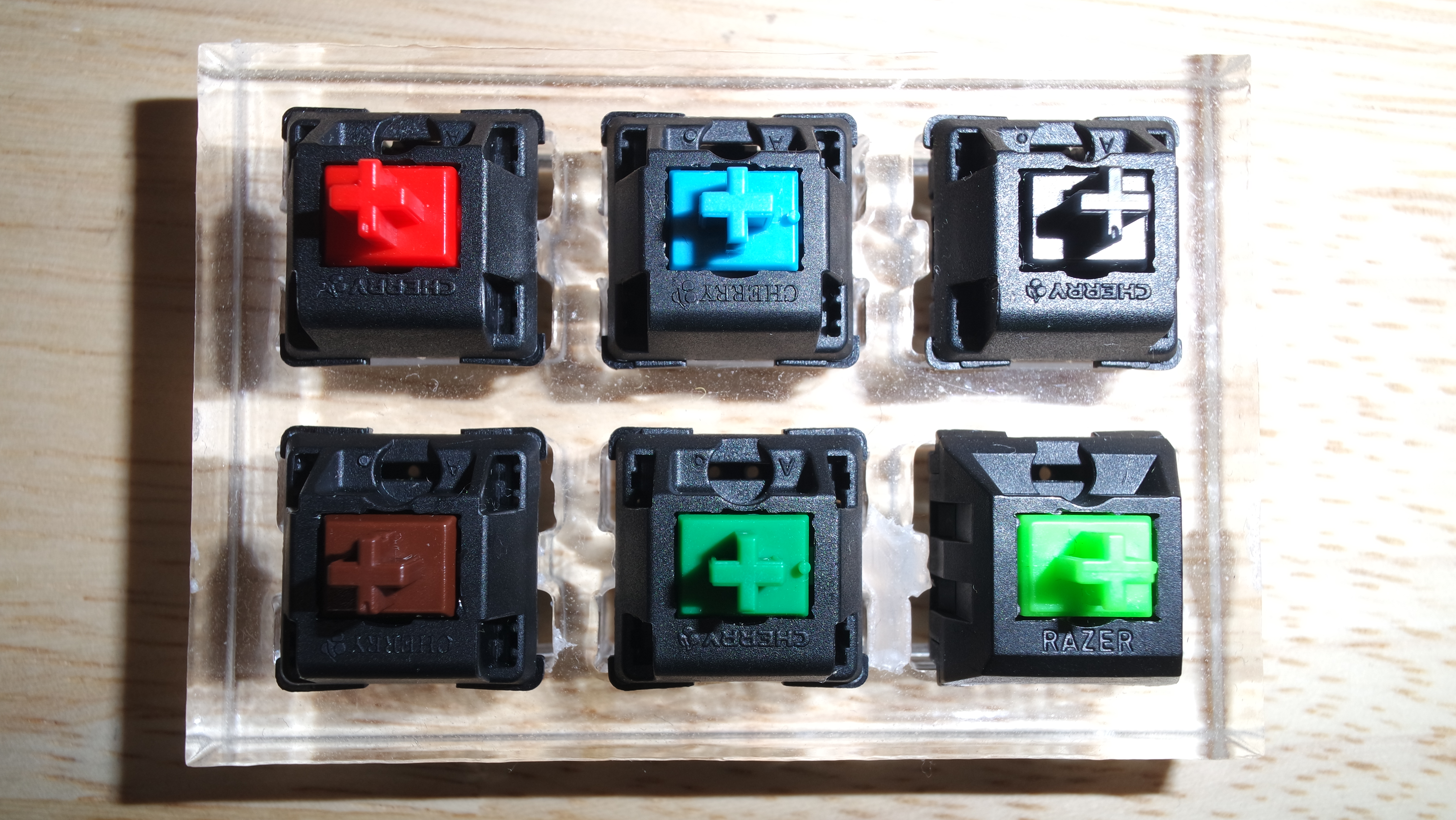
기계식 키보드에 사용되는 스위치

## 같이 보기
- 가상 키보드
- 자판 배열
- 휴대 전화 문자 입력 방식
- 기계식 키보드
- QWERTZ 자판